# 京急1000形電車 (初代)
京急1000形電車（けいきゅう1000がたでんしゃ）は、1959年（昭和34年）12月に登場し、1960年（昭和35年）1月13日に営業運転を開始した、京浜急行電鉄の通勤形電車。新1000形の登場以降、識別のため旧1000形と呼ばれることがある。
本項では、1000形の試作車となった初代800形、京急車両工業（現・京急ファインテック）を通してリースされた京成電鉄1000形電車、ならびに千葉急行電鉄（現・京成千原線）1000形電車、京急から譲渡された北総開発鉄道（現・北総鉄道）7150形電車についても記述する。また、特記のない限り以下の文中では各種文献に倣い、京急本線上で南側を「浦賀寄り」または「浦賀方」、北側を「品川寄り」または「品川方」、東側を「海側」、西側を「山側」と呼ぶ。編成番号は浦賀方先頭車の車両番号で代表する。
「1000形」は本形式、「新1000形」は2002年（平成14年）登場の1000形（2代）、「800形」は1978年（昭和53年）登場の800形（2代）、「700形」は1967年（昭和42年）登場の700形（2代）、「600形」は1994年（平成6年）登場の600形（3代）を指す。

## 概要
東京都交通局（都営地下鉄）1号線（現・浅草線）乗り入れ用として計画され、乗り入れ開始に先立つ1959年に製造を開始、1978年（昭和53年）までの19年間で旧デハ800形・850形からの編入車を含めて356両が製造された。
1968年（昭和43年）までの製造車では車体製造者により台車が異なり、電装品の製造者により駆動方式、歯車比、電装構成が異なっていたが、1971年（昭和46年）以降の製造車では統一されている。
全車電動車の2両1ユニットで構成、M1系車に主制御器、M2系車に補器類を搭載する。電装品などの一定の制約のもとで比較的自由に編成替えを行うことが出来、1970年代から2000年代に至るまで頻繁な編成替えで需要の変化に対応してきた。
1968年6月21日の都営1号線相互乗り入れ開始以降直通運用に使用され、都営浅草線・京成電鉄・北総鉄道北総線の各線で運用されたが、2008年11月7日に乗り入れ運用を終えている。
運転台の有無や搭載機器に関わらず、356両すべての車両形式が「デハ1000形」であるため、単一形式としては私鉄最多製造車両である。基本的には連番で車両番号が附番されたが、登場時の編成両数ごとにまとまった番号としたため欠番があり、最終期には欠番を埋めるように製造されている。
長期にわたって京急を代表する通勤車両として親しまれてきたが、新1000形などの省エネルギー車に置き換えられ、2010年6月27日に「ありがとう運転」を行ったのち翌28日に営業運転を終了した。営業運転終了後もデハ1351-デハ1356の2両編成がクト1形の牽引用として車籍を有していたが、2011年3月29日付で除籍され、形式消滅した。

## 分類方法
製造が長期にわたったため、途中大きな設計変更が何回か行われている。その後の改造により仕様差異は縮小したが、廃車時まで細部に残った差で製造時ごとに分類することができた。700形登場以前に製造された前期製造車 (1001 - 1242) と冷房装置を搭載して製造された後期製造車（1243より大きな番号の車両と、1079・1080）では搭載機器が異なる。前期製造車と後期製造車は混結可能であるが、固定編成中に両者が混在した事例はない。
製造年次ごとに細かい差異はあるものの、大きくは以下のように分類される。
- 1095 - 1098 1958年に800形（初代）として製造され、後に1000形に編入された車両。
- 1001 - 1048 1959年・1960年に製造された車両。登場時は運転台正面が非貫通型。
- 1049 - 1078、1101 - 1130 1961年・1962年に製造された車両。運転台正面が貫通型となった。
  - 1962年製造車は行先表示装置などが装備されたため、別分類とされることもある。
- 1131 - 1196、1201 - 1206 1964年 - 1966年に製造された車両。前面に行先・種別・運行番号を表示する窓が独立して設けられるとともに、連結面が折妻とされた。
- 1207 - 1242 1968年に製造された車両。連結面後退角が縮小されたほか、換気装置変更などが行われた。
- 1243 - 1298、1301 - 1348、1351 - 1380、1079、1080 1971年から1978年の製造車。冷房装置の搭載、空気ばね台車の採用などが行われた。
  - 1251 - 1290は主電動機出力が異なるため、別分類とされることがある。
  - 製造期間が比較的長いため、外観に現れる細かい差異があったが、特に1977年・1978年製造車は側面方向幕を装備していたため、別分類とされることがあった。

書籍などによって、以下のような呼称・分類が見られる。
- 搭載冷房装置の違いから前期製造車を「分散冷房車」、後期製造車を「集中冷房車」または「新製冷房車」と呼ぶ分類
- 更新工事以後の行先・種別表示器の地色の違いから前者を「白幕車」、後者を「黒幕車」と呼ぶ分類
- 吉村光夫が執筆した書籍で前期増備グループを1 - 4次車、後期増備グループを5次車とするグループ分け
- 京急電車ファンクラブが発行した資料での7グループへの分類、また同クラブ関係者がその後行った6グループへの分類

本項では356両全車が存在した1978年から1986年の車両番号をもとに分類する。

## 構造

### 外観
全長18 m、幅1,200 mmの片開き3扉、ドア間窓3枚、車端部窓2枚、運転台後部窓1枚。
初期の車両は前面非貫通型で登場したが1961年（昭和36年）からは構造基準改定に対応して前面貫通型に、1963年（昭和38年）からは方向幕などが独立した窓に収められた形態に変更された。非貫通型と初期の貫通型も後に貫通型・独立方向幕窓に改造されている。客用窓は2段上昇式とされ、当初は全開することが可能だったため保護棒が取り付けられていたが、同様に構造基準改定により下段窓の上昇幅が150 mmに制限されたため、これに対応して下段窓の上昇幅を一部を除いて90 mmとし、保護棒は撤去された。冷房車の下段窓は当初固定式だったが、1977年（昭和52年）以降の製造車は非冷房車同様に上昇式とされ、既存車ものちに同様に改造された。戸袋窓はHゴム支持の固定式である。初期車はHゴムが灰色だったが後期車は最初から黒になり、後に全車が黒に変更された。
奇数番号車のドアは品川方に向かって開き、偶数番号車はこの逆に開く。M1車系に主制御器・パンタグラフ、M2車系に補器を搭載している。

### 内装

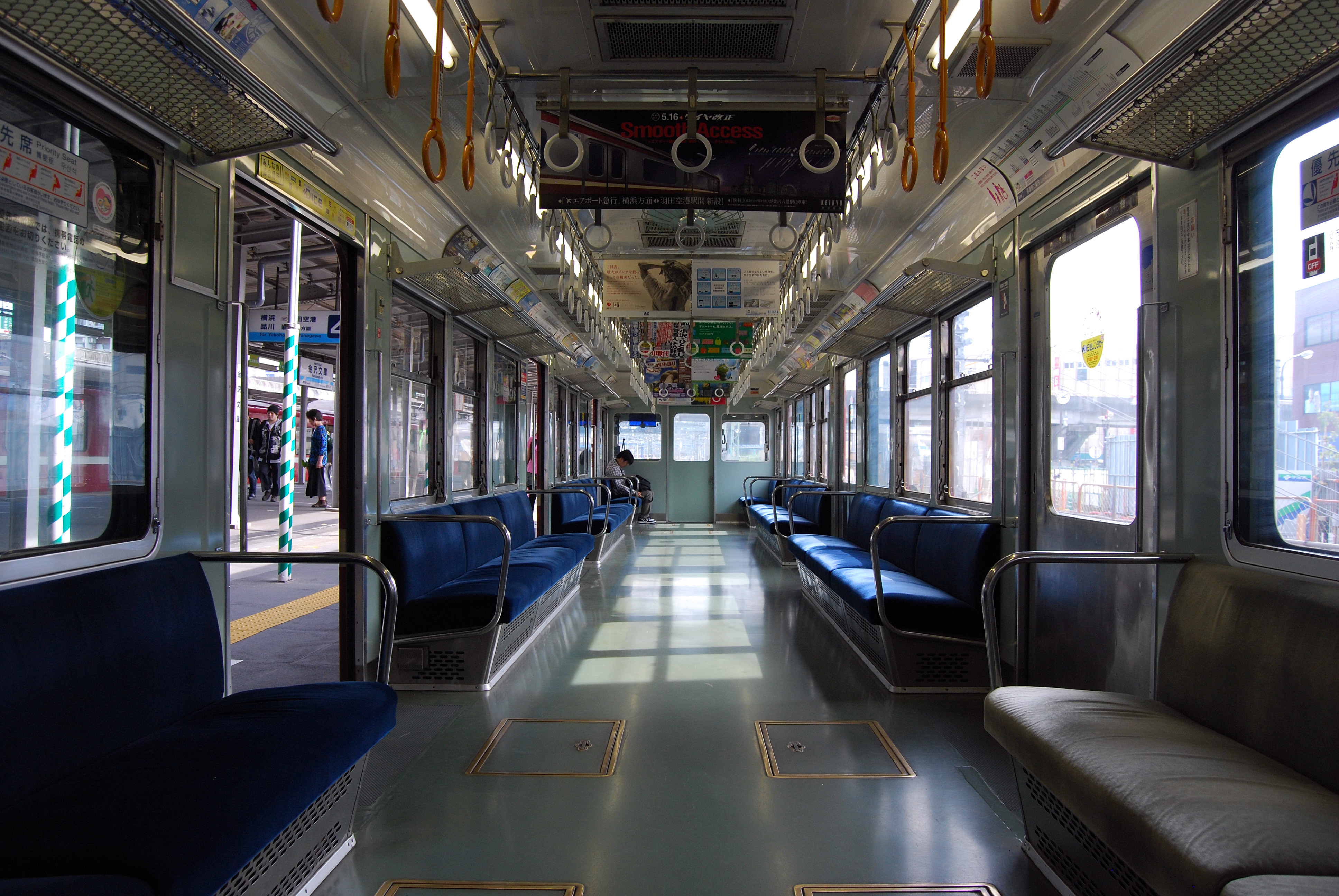
京急1000形内装（2010年6月5日）

内装色は、当時製造中だった日本国有鉄道（国鉄）101系電車などと同様に壁がオリーブグリーン、天井が白、座席が青、床色が薄緑。座席はロングシート。非冷房車は丸屋根で換気装置はファンデリア（1966年以前製造）、首振り扇風機（1968年製造）、1961年・1962年製造車の更新後はラインデリア。冷房車は平天井。各グループ更新前はアルミサッシ室内のRなど製造者による細かい相違が見られた。

### 主要機器
製造途中で使用機器が何回か変更されている。また、1966年以前の製造車では電装品は東洋と三菱が独自に設計したものが使用され、混成してユニットを組むことができず、駆動方式も異なっている。また、車体製造者が設計した独自の台車（東急製 : TS310系、川崎製 : OK-18系）を装着し、原則として東急製の車両には東洋製電装品、川崎製の車両には三菱製電装品が装備されたが、一部に川崎+東洋の組み合わせが存在した。各製造時で東急製と川崎製の比率がほぼ1:1となるよう製造されたため、両社製が混在する編成や、1編成内に2種類の電装品を持つものも存在した。

#### 主電動機
- 1095 - 1098 : 東洋製TDK-810A (75 kW) →TDK-815A (75 kW)
- 1001 - 1078、1101 - 1130 : 東洋製TDK-810/6H (75 kW) または三菱製MB-3058A (75 kW)
- 1131 - 1242 : 東洋製TDK-815A (75 kW) または三菱製MB-3058BC (75 kW)
- 1243 - 1380、1079・1080 : 東洋製TDK-815/1B (75 kW / 90 kW)

#### 駆動方式・歯車比
- 東洋製主電動機搭載車 : 中空軸撓み板式軸型継手、77:14 (5.5)
- 三菱製主電動機搭載車 : 撓み歯車型軸継手、88:19 (4.63)

#### 主制御器
電動カム軸抵抗制御方式、直列10段、並列6段、弱め界磁5段。弱め界磁制御を広範囲（最弱め界磁率25 %、90 kW車は20 %）で使用する。
- 1095 - 1098 : 東洋製ACDF-H875-560C
- 1001 - 1078、1101 - 1130 : 東洋製ACDF-H875-566Bまたは三菱製ABF-108-15-MDHB
- 1131 - 1242 : 東洋製ACDF-H875-703Bまたは三菱製ABF-108-15-MDHC
- 1243 - 1380、1079・1080 : 三菱製ABF-128-15-MDHC

#### 台車
- TS-310系（東急車輛製造製、コイルばね、鋼板溶接ウイングばね式）
- TS-313（東急車輛製造製、大心皿支持空気ばね、鋼板溶接ウイングばね式）
- TS-811（東急車輛製造製、大心皿支持空気ばね、鋼板溶接軸箱式）
- OK-18系（川崎車輛/川崎重工業製、コイルばね、鋼板溶接軸梁式）
- OK-22（川崎車輛製、大心皿支持空気ばね、鋼板溶接軸梁式）
- TH-1000（東急車輛製造、川崎重工業製、空気ばね車体直結ウイングばね式）

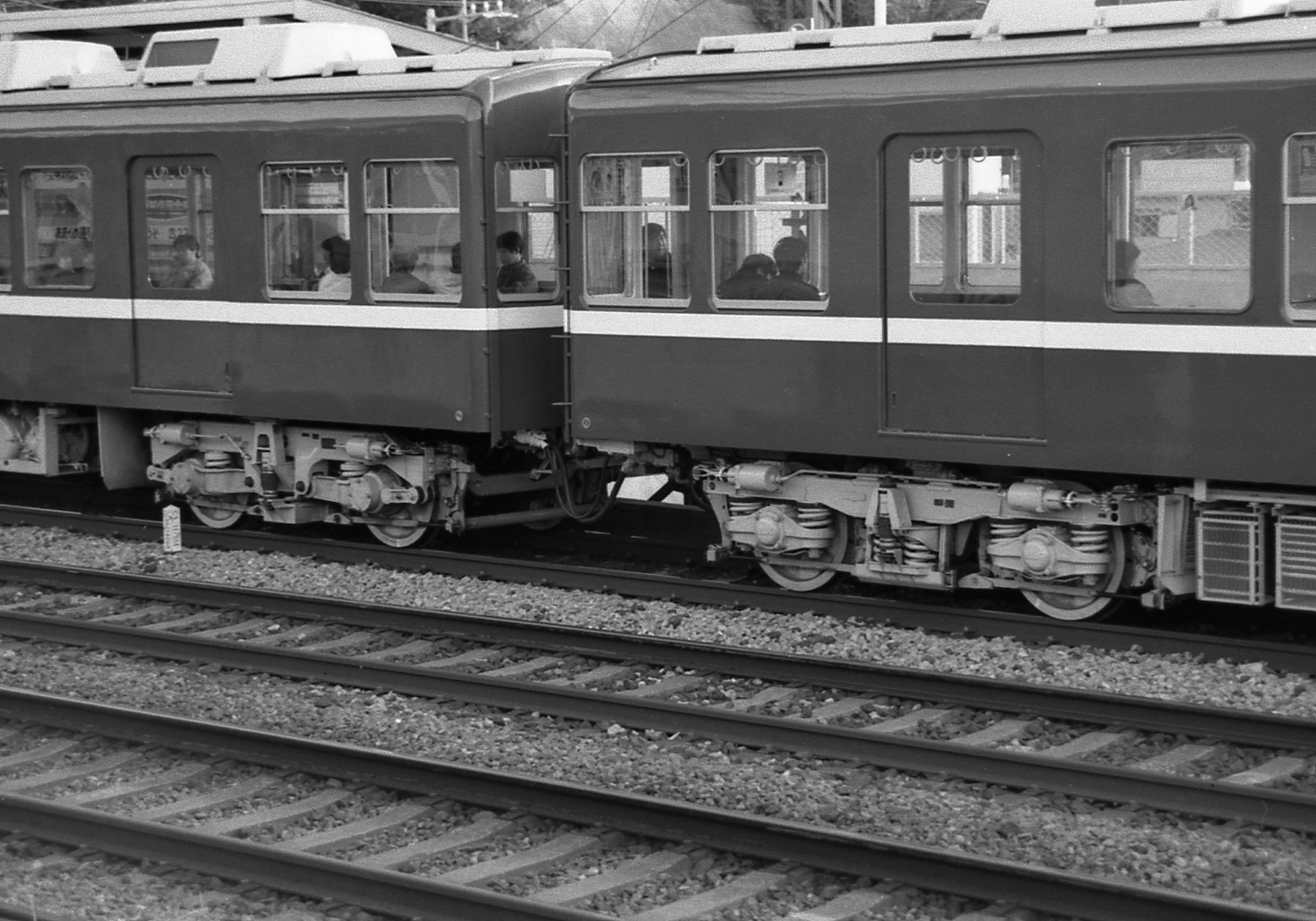
1114号車のOK-18系台車（左）と1117号車のTS-310系台車（右）
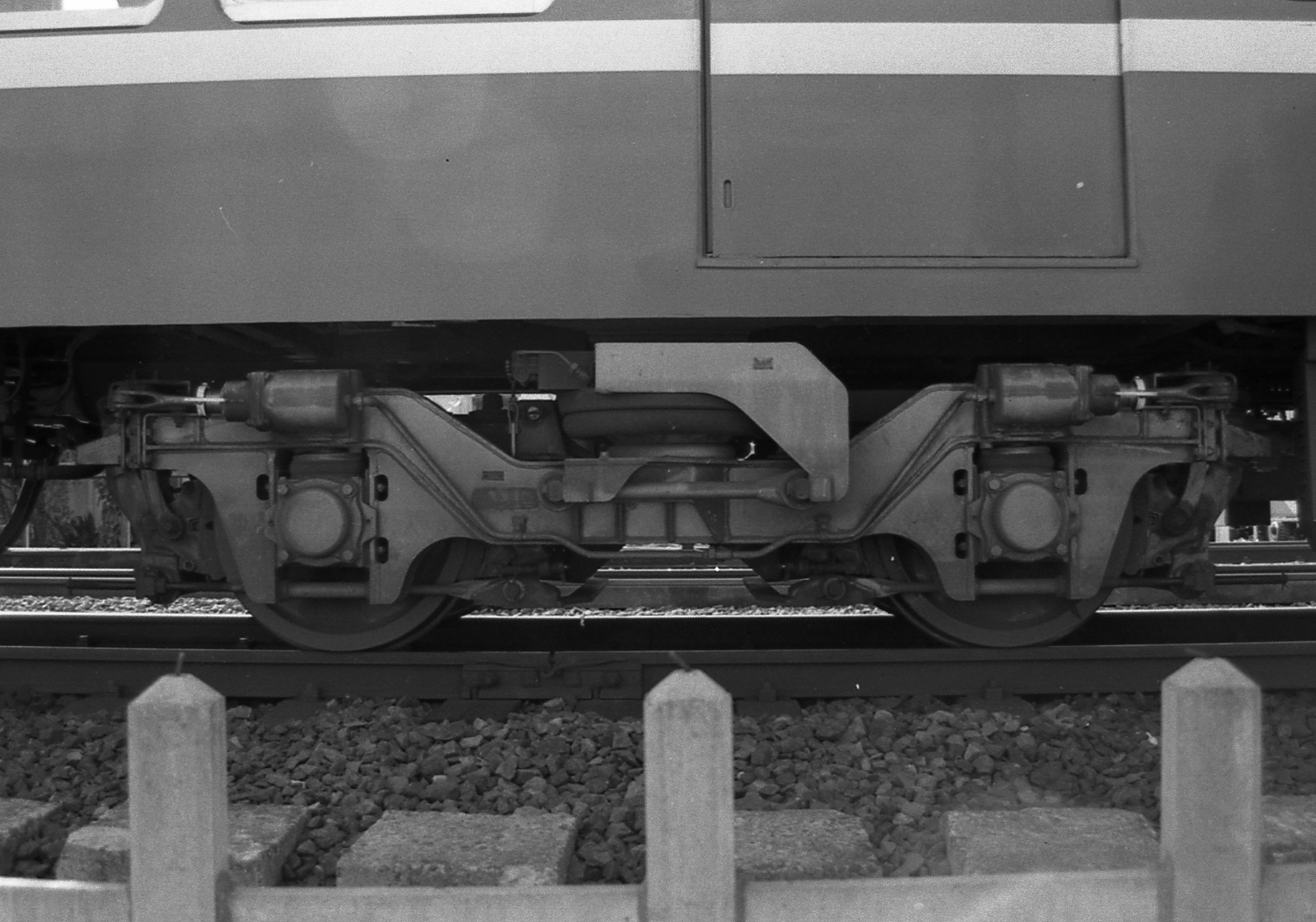
TS-811台車
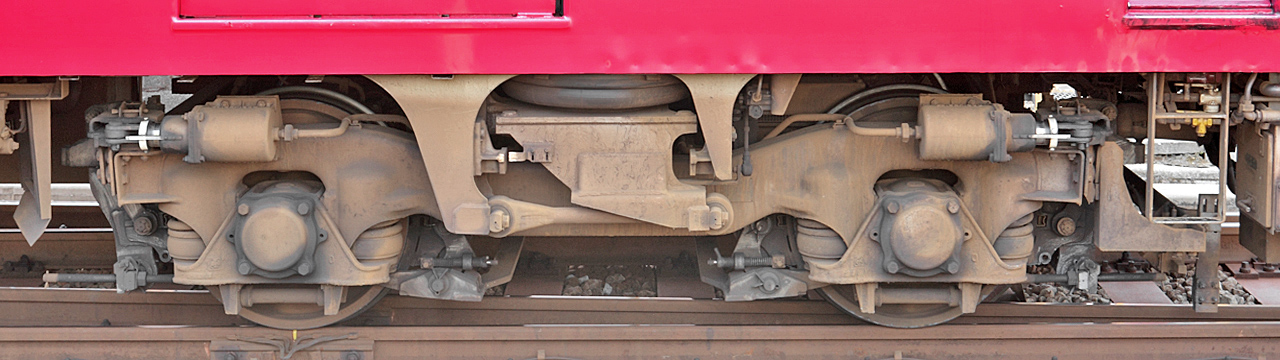
TH-1000台車

#### 集電装置
M1系車に搭載。1095 - 1098登場時と、1001 - 1068のM1U車は浦賀寄り、それ以外は品川寄りに搭載。
- 東洋製PT-43系菱形パンタグラフ

#### 補助電源装置
下記電動発電機をM2系車に搭載。
- 1001 - 1078、1095 - 1098、1101 - 1130 : 東洋製 TDK-315 (DC7.0 kW) または三菱製 MG-54D-S (AC3.0 kVA, DC3.5 kW)
- 1131 - 1242 : 東洋製 TDK-365 (AC7.5 kVA) または三菱製 MG-131 (AC7.5 kVA)
- 1243 - 1380、1079・1080 : 三菱製 MG-111系 (AC75 kVA)
- 冷房改造車 : 東洋製TDK-3735系 (AC75 kVA) または三菱製 MG111系 (AC75 kVA)

#### 空気圧縮機
下記空気圧縮機をM2系車に搭載。
- 1001 - 1078、1095 - 1098、1101 - 1130（1017編成を除く） : A-2 レシプロ式
- 1017編成 : A-3 レシプロ式、のちにAR-2 回転翼式
- 1131 - 1380、1079・1080 : AR-2 回転翼式

#### 冷房装置
- 製造時からの冷房車 : 屋上集中式［能力36,000 kcal/h (41.8 kW)、製造時は三菱CU-71系または日立製作所FTUR-550-206/209系、後に東芝RPU-11009も搭載］1基
- 冷房改造車 : 集約分散式［能力8,500 kcal/h (9.8 kW)、東芝RPU-2209系］4基[注 4]

## 製造年式およびその差違
製造時ごとの特徴をまとめる。各グループ固有の改造工事はこの項にまとめ、グループに跨る改造は別項としてまとめた。

### 800形（初代）→1095 - 1098

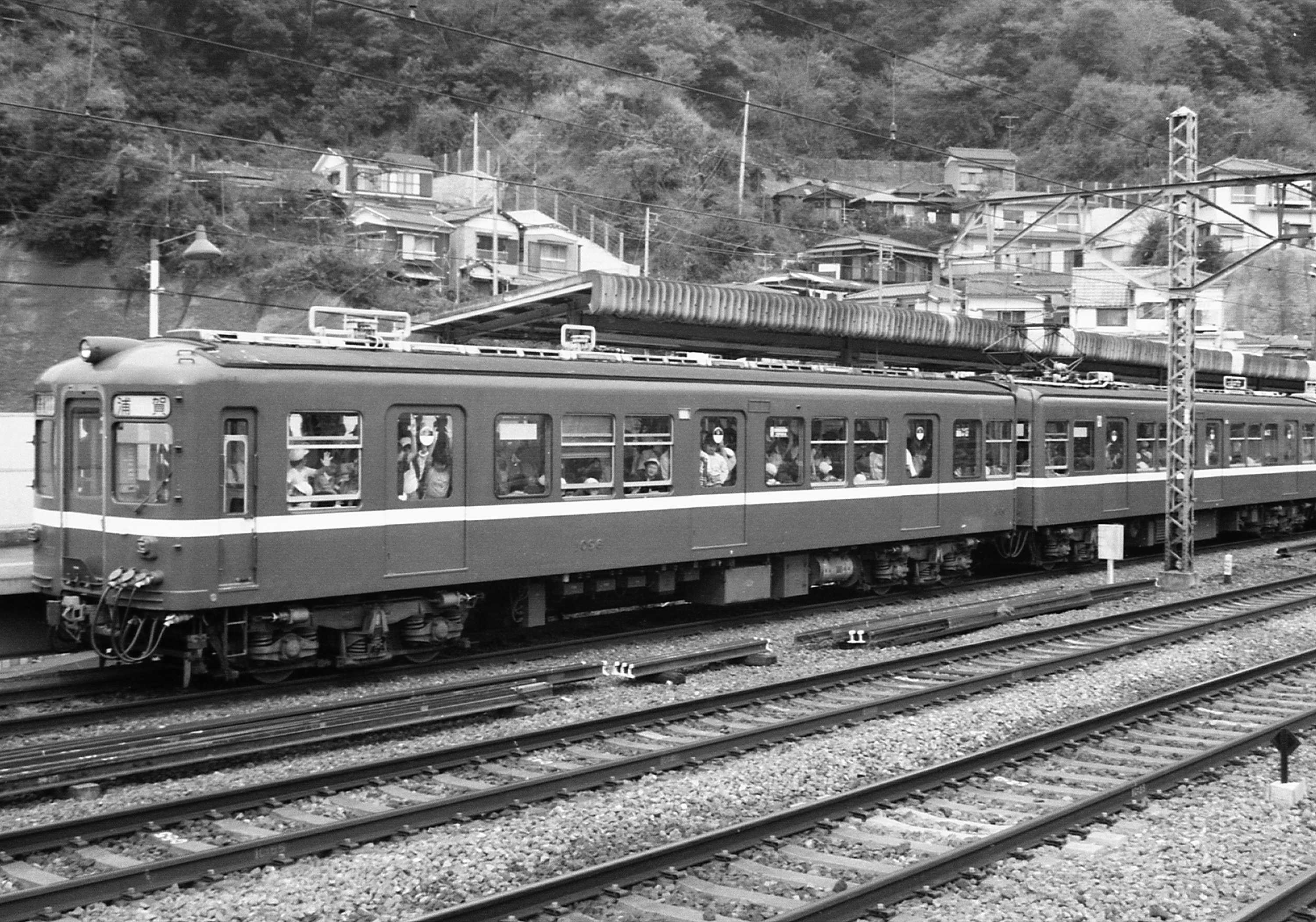
1000形1095編成（1986年 逸見駅）

1958年に本形式の試作車として800形（初代）のデハ800形・デハ850形の車両形式で4両が製造された。
編成構成は浦賀寄りにデハ800形、品川寄りにデハ850形を連結した2両編成でデハ800形の運転台側にパンタグラフを搭載した。製造当初は当時の流行に倣い、前面が700形（初代）などのように非貫通・2枚窓のいわゆる湘南電車スタイル、600形（初代）全金車とほぼ同形の車体だが、ドア幅が1,200 mmに拡張されている。扉配置がやや運転台寄の前後非対称で、主要機器・性能は700形（初代）と同一。車体幅が量産車に比べて80 mm狭く、貫通路幅が量産車の1,100 mmより狭い1,000 mmとなっていた。
製造時は700形（初代）と同一の補償巻線無し東洋電機製造製TDK-810A主電動機を搭載していたが、1958年末には東洋製補償巻線付きTDK810/3-E（端子電圧375 V、電流225 A、1時間定格出力75 kW、定格回転数1,600 rpm、最弱め界磁率25 %）を搭載し、翌年1月に公開試験を実施した。制御器にも最弱め界磁率25 %に対応するため改造が行われ、名称がACDF-H875-560BからACDF-H875-560Cに変更された。1963年には回生ブレーキの試験に使用されるなど、各種試験のテストベッドとなった。
この4両は1965年（昭和40年）10月に1000形 (1095 - 1098) に改番し、1966年（昭和41年）には主電動機を交換、量産車と性能を揃えた。1968年に前照灯のシールドビーム化と正面に行先・種別表示器、側面に種別表示器を設置、1969年には主制御器を1095編成はACDF-H875-566Aに、1097編成はACDF-H875-703Aに交換。
地下鉄乗り入れ計画があったにもかかわらず非貫通型となっていたのは「運転室が広くとれる」、「隙間風が少ない」などの面が乗務員に京急以外でも好まれていたためでもあるが製造当時では法的に問題ないとされていた。
だが地下区間では乗客の避難に支障が出ることとなり基準変更で貫通扉設置が義務となったため1973年（昭和48年）に前面に貫通扉が設置され、内装の張り替え、列車無線アンテナ搭載に伴うパンタグラフ位置の品川方への変更、貫通路幅の拡大および妻面窓の外側への移設、運転台拡張に伴う運転台直後の窓の連結面側へ100 mm移動、内装の全面的張替え、換気装置の首振り扇風機化、主抵抗器の更新などの工事が行われた。
各種更新工事を施したものの、このグループの地下鉄乗り入れは末期でしかなかったといい、冷房改造されずに1988年（昭和63年）1月31日付で廃車となり、1095と1096の機器の一部はデト11・12へ、1097と1098の機器の一部はデチ15・16へそれぞれ転用された。

### 1001 - 1048

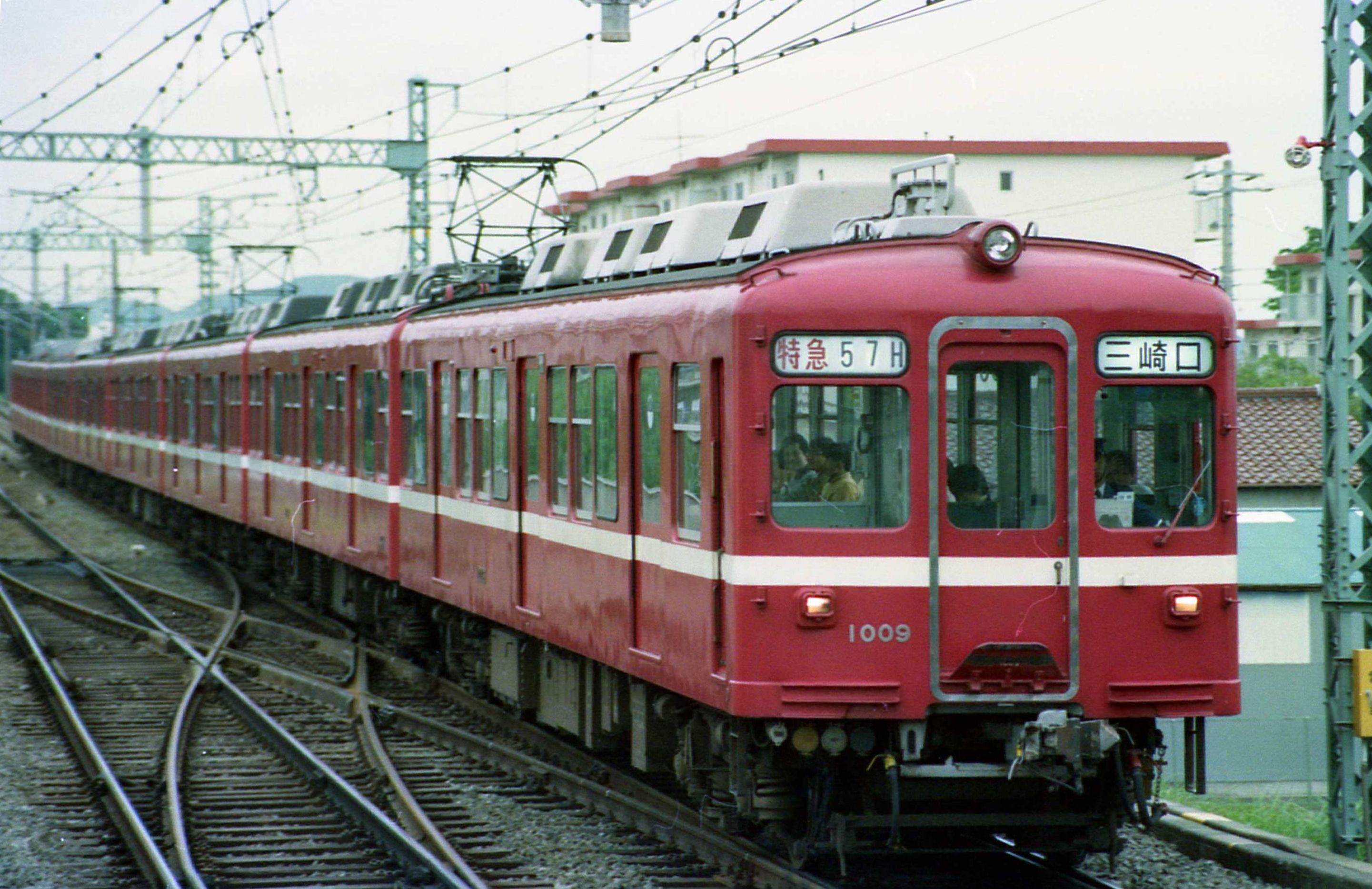
1000形1009編成（1988年5月 三浦海岸駅）

1959年から1960年（昭和35年）にかけて製造された4両編成12本が該当する。車体幅が80 mm拡大されて2,780 mm（最大幅2,798 mm）となり、連結面後退角の縮小により扉配置が前後対称となった。製造当初より前照灯はシールドビームである。試作車の試験結果から、主電動機を低回転、補償巻線付き仕様に変更した。定格速度は試作車の47 km/hから43 km/hとさらに低くなった。2両1ユニットを背中合わせに組み合わせたM2U-M1U-M1S-M2Sの編成を組み、両先頭車がM2系車とされたため、2両編成とすることができない。
試作車と同様に非貫通・2枚窓で製造されたが、1969年（昭和44年）から1972年（昭和47年）にかけて朝ラッシュ時の10両編成運転拡大による2両編成の需要増加に対応するため、1131 - 1242の6両編成を2両編成化して中間車を本グループに組み込み、本グループ先頭車を正面貫通扉付きに改造した上、6両編成化して地下鉄乗り入れ運用に充当する工事が行われた。先頭部形状は当時製造されていた車両と同様とされたがアンチクライマーは位置をずらした上で流用していたため最下段が半分切り欠かれていた。
この工事に合わせ、室内電装系の交流電源化、ファンデリアの撤去と首振り扇風機化、客室蛍光灯カバーの撤去、側面種別表示器の設置が行われた。初期に改造された4編成は種別表示器が他車よりも低い位置にあった。屋上のモニタールーフは撤去され、1207 - 1242と同様に狭幅のFRP製カバーが設置された。
最後に改造された4編成は内装の張り替えも行われ、この4編成のみ久里浜工場の更新銘板が取り付けられていた。
その後1979年（昭和54年）から1984年（昭和59年）にかけて冷房改造が施工された。冷房改造は別項を参照。本グループでは1001編成を除く三菱製電装車は冷房改造に際して主抵抗器を車両中央部から海側に移設している。
1017編成は台車の枕ばねに空気ばねを試験採用（東急TS-313形・川車OK-22形）しており、空気ばね採用による空気使用量増加のため、空気圧縮機がBグループ他車のA-2形に対しA-3形を搭載していた。後に1131以降と同じAR-2形に載せ換えられている。
1988年から廃車が始まり、一部は高松琴平電気鉄道（12両）と北総開発鉄道（現・北総鉄道、1962年製の12両を含む16両）に譲渡されたが後者は廃車となった。京成電鉄には8両がリースされ、後に4両が返却・廃車され、残りの4両が千葉急行電鉄（現・京成千原線）へもリースされたが廃車となった。

### 1049 - 1078、1101 - 1130

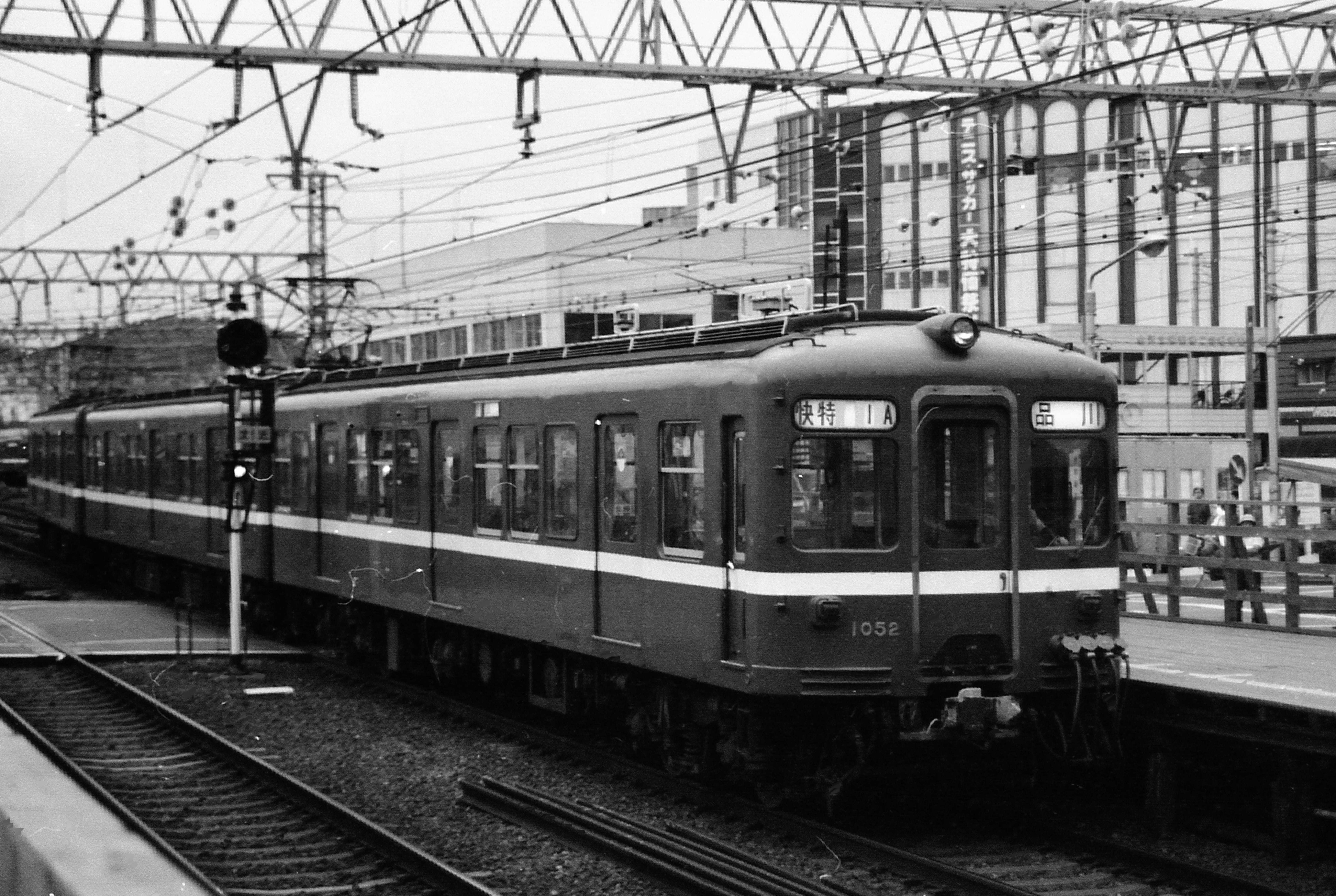
快特増結運用に就く1049編成（1986年6月 金沢文庫駅）

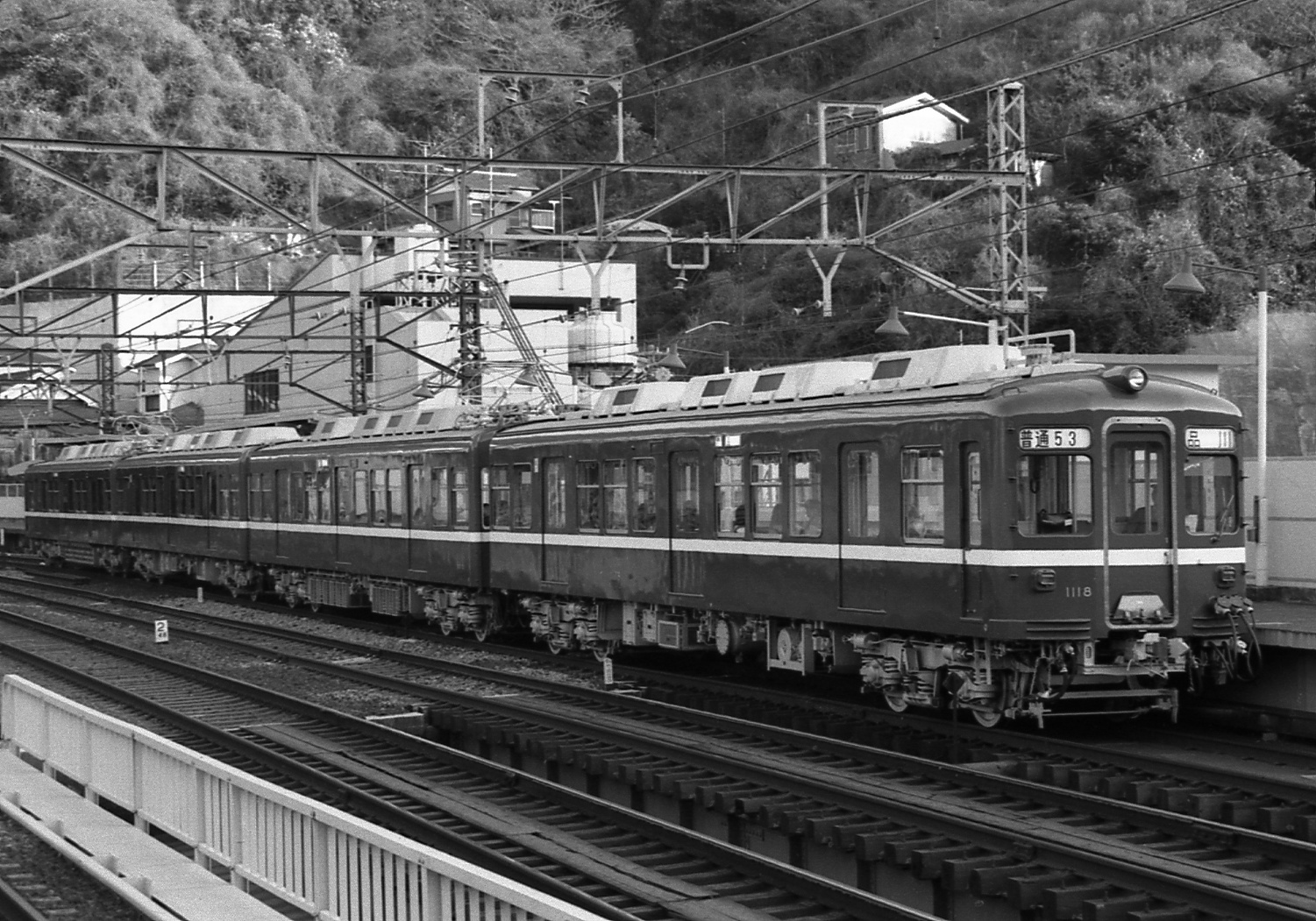
冷房改造直後の1113編成（1985年2月 逸見駅）

1961年（昭和36年）から1962年（昭和37年）にかけて製造された1049 - 1068の4両編成5本・1069 - 1078の2両編成5本・1101 - 1130の6両編成5本が該当する。これらは落成当初から前面に貫通扉を設けているが、方向幕窓などが設けられていなかったため、前面のスタイルは1131以降の車両とは異なっていた。
1961年製造車は4両編成・2両編成各5本で、製造当初行先・種別表示器がなかった。1966年から1967年（昭和42年）にかけて正面窓内側上部に行先・種別表示器、側面に種別表示器を設置した。4両編成は1001 - 1048と同様の「背中合わせ」ユニット、2両編成では本形式量産車で初めてM1系の先頭車が製造された。
1962年製の1101 - 1130の6両編成5本は2両単位で組み替えできるように浦賀方先頭車が主制御器搭載のM1系とされ、M2系の中間車が初めて製造された。製造当初から正面窓内に明朝体フォントの行先・種別表示器、側面にはネオン管式種別表示器を設けた。ネオン管式種別表示器は視認性が悪く、故障が多かったため、後にゴシック体幕式に改造された。このグループは京急で初めての6両固定編成である。本グループまで空気圧縮機にレシプロ式A-2形を採用した。
1001 - 1048の前面貫通化工事に続いて、1974年（昭和49年）から1976年（昭和51年）にかけて本グループの更新工事が行われた。当時すでに新造車が冷房装備となっていたこと、600形（2代）で冷房改造の実績があったことから冷房化の構想もあったが、軸重増加により地下鉄乗り入れが不可能となる問題が当時解決できていなかったため冷房搭載は見送られた。前面の行先・種別表示器を1131以降と同様正面窓内から独立させ、併せて側面にゴシック体行先・種別表示幕を設置、換気装置はファンデリアを撤去してラインデリアとした。屋上モニタールーフは残されたが、更新前の2段式から3段式に交換された。
このグループは1983年（昭和58年）から1986年にかけて冷房改造が施工されたが、1049 - 1052の4両は冷房改造されずに1986年8月31日付で本形式初の廃車となった。
三菱製電装車は冷房改造に際して主抵抗器を車両中央部から海側に移設している。このグループの冷房改造時のみ中間車連結面の雨樋縦管が露出したままとされた。
冷房改造の際にはパンタグラフの周り配管は経路が大幅に変更され、ヒューズ箱が車端部に移った。先頭車はアンテナの位置が運転室寄りの車端部に近付いたことから滑り止めとなる部分が若干長くなった。それ以後のグループは改造時期により滑り止め部分の境界の処理形状が全車において完全一致していない。
1991年（平成3年）から冷房改造車の廃車が始まり、1071編成以外は1996年（平成8年）までに廃車された。1071編成は唯一廃車まで編成替えされず終始2連で使用されたため走行距離が少なく、44年にわたって運用された後2005年（平成17年）3月末に廃車され、本グループは消滅した。
1107編成と1113編成は廃車直前に品川方2両を交換した。この2編成は本形式で唯一浦賀方先頭車と品川方先頭車の組み合わせが変更された例であり、このままの編成で1005編成と北総開発鉄道に譲渡された。
1125は更新工事施行時に架線観測用の「潜望鏡」が設置可能な構造とされ、冷房改造時以降は架線観測装置に置き換えられた。該当車両の廃車により1500形1601を経て655-3に移設された。

### 1131 - 1196、1201 - 1206

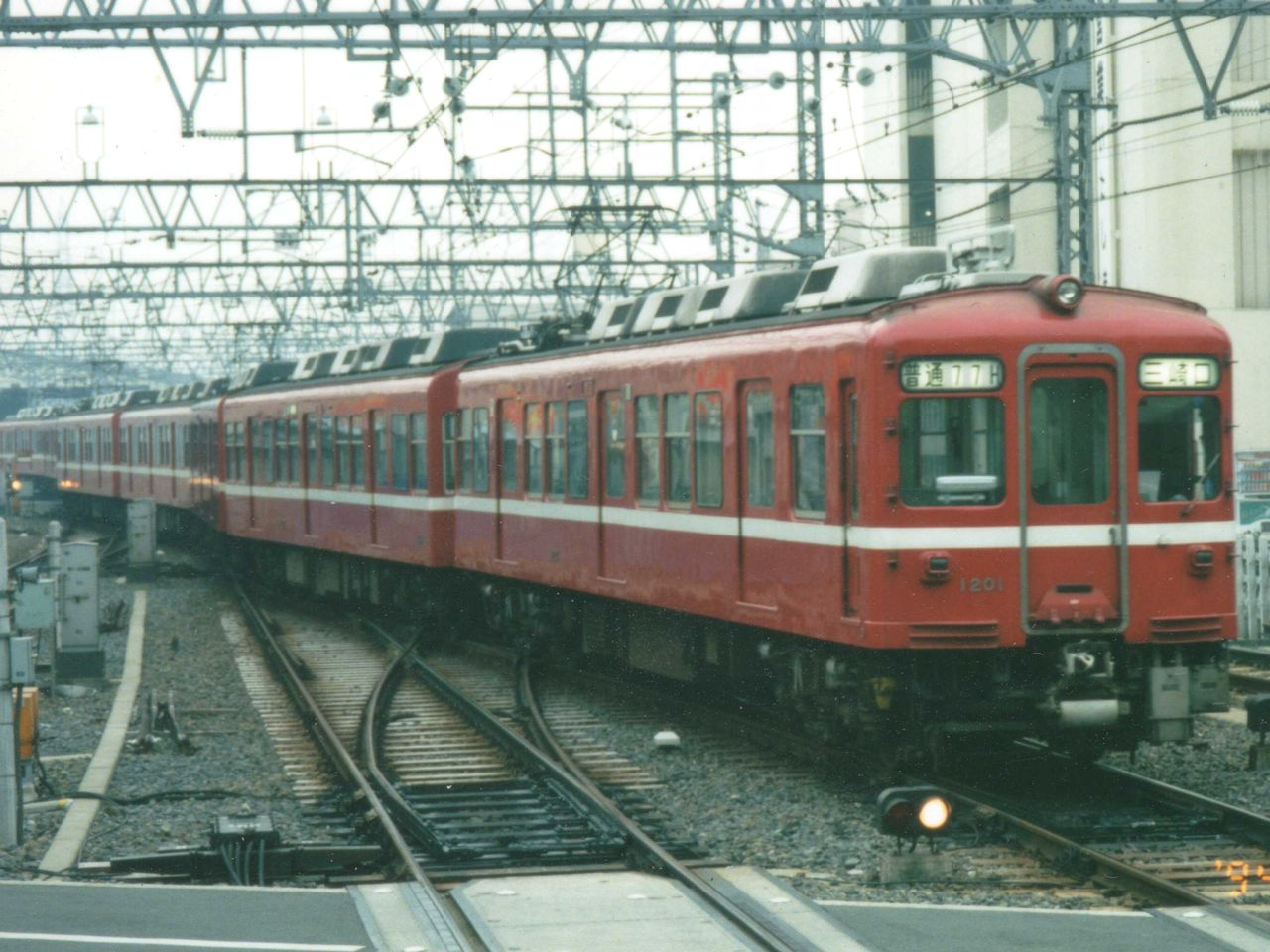
1201編成（1994年10月京成高砂）

1964年（昭和39年）から1966年にかけて製造された6両編成12本が該当する。このグループから前面の行先・種別表示器が窓内から独立して現行の本形式の前面スタイルが確立した。連結面が折り妻となり、妻部屋根肩も小さくなった。客室内電装品が交流化され、客室内蛍光灯カバーは省略された。側面に電動式種別幕が設けられたが、前面の種別幕は手動とされた。側面種別幕は表示可能コマ数の制約により「普通」が表示されず、普通列車運用時は表示なし、バックライト消灯となっていた。空気圧縮機はロータリー式のAR-2形に変更した。東急車輛製造で1964年に製造された1143編成と1201編成のみ先頭車前面の行先・種別表示器部分の造型が他車とはわずかに異なっていた。
冷房改造は1976年から1982年（昭和57年）にかけて施工された。
1173と1178は1988年から貨車扱いとされ、2002年（平成14年）に廃車された。2005年2月にこのグループで最後まで残っていた1179編成が廃車となり消滅した。

### 1207 - 1242

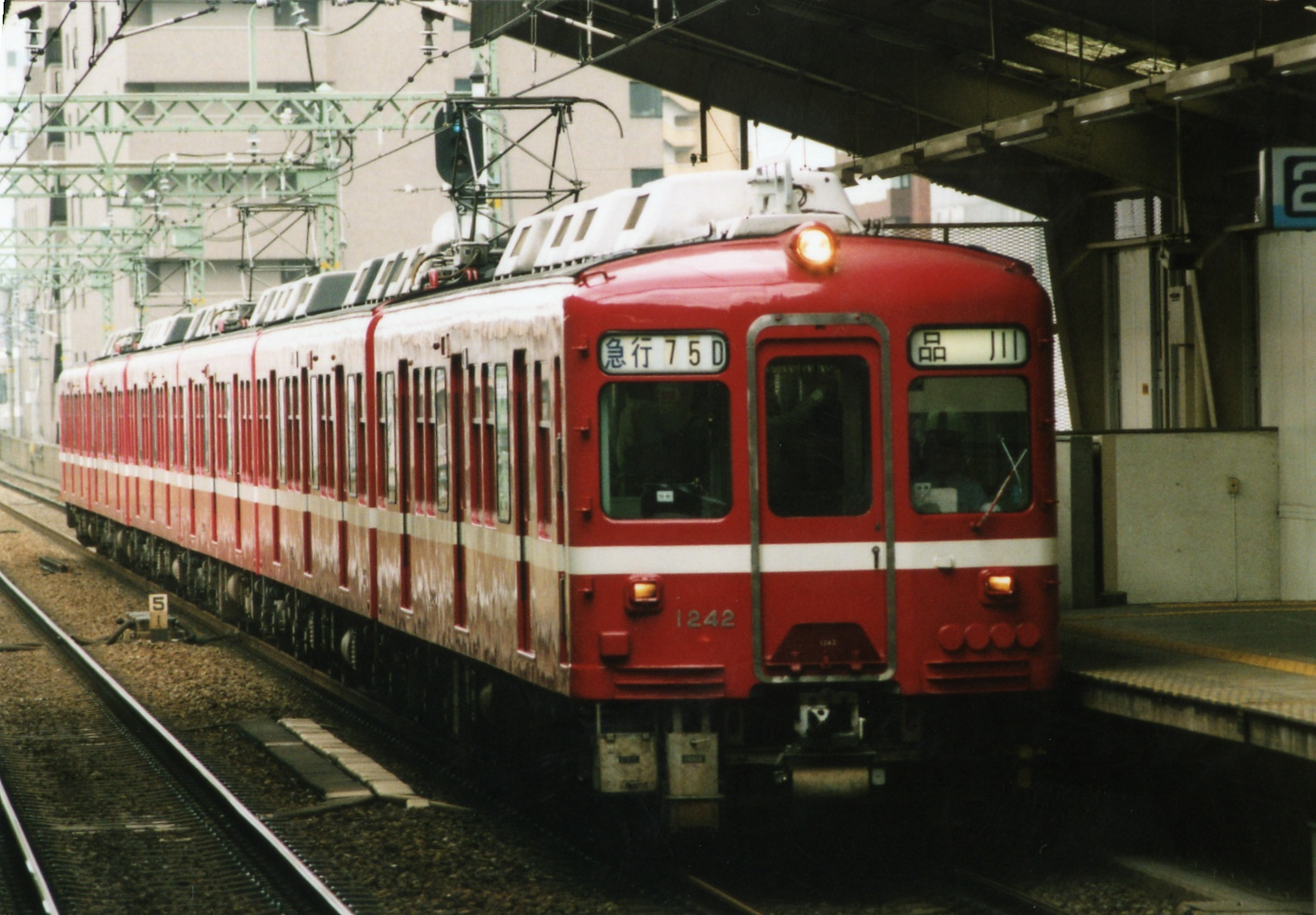
1237編成

1968年に製造された6両編成6本が該当する。このグループから地下鉄乗り入れに備えて当初から先頭部連結器がNCB-II形密着自動連結器化され、1号型ATS・列車無線を装備、3両+3両に仕切れるよう4号車浦賀方に中間貫通扉を設けたほか、運転台の機器は当初から乗り入れ仕様に合致して配置されている。モニタールーフが廃止され、狭幅のFRPのカバーを設置、換気装置をファンデリアから首振り扇風機に変更、連結面後退角のさらなる縮小、座席形状の変更など、同時期製造の700形の要素を盛り込んだものとなった。
1976年から1982年にかけて冷房改造が施工されたのち、2005年3月までに廃車された。

### 1079・1080、1243 - 1298、1301 - 1348、1351 - 1380

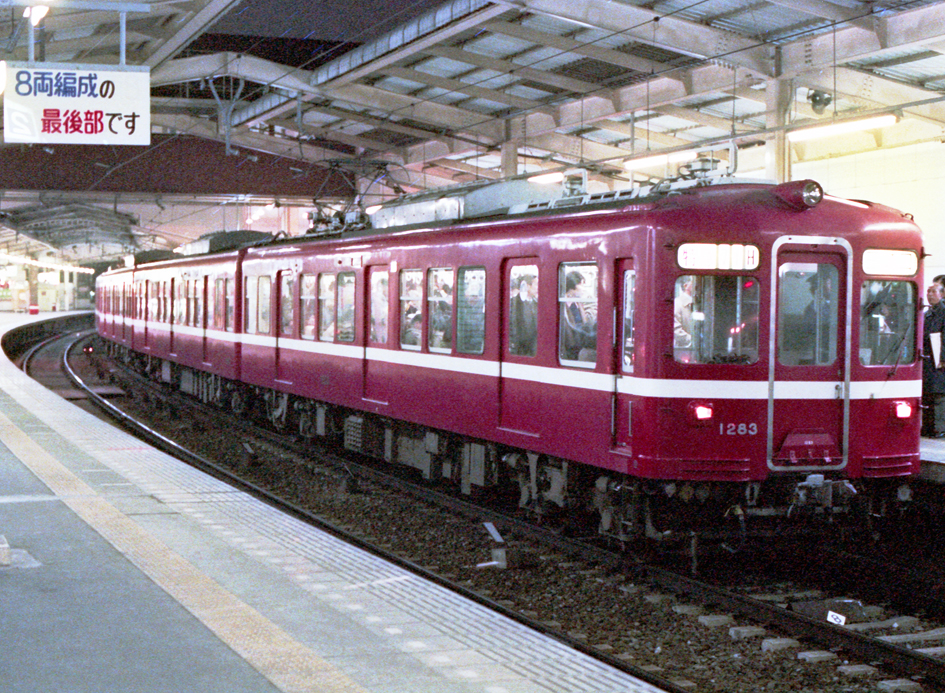
1000形1283編成（1985年 品川駅）

1971年から1978年にかけて製造された1079 - 1080（2代目）の2両編成1本、1301 - 1348の4両編成12本、1351 - 1380の6両編成5本、1243 - 1298の8両編成7本が該当するが、番号通りの編成で落成しなかった車両も少なくない。このグループは集中式冷房装置を搭載、京急初の新製冷房車となった。冷房化により自重が増加したため、主電動機の熱容量を向上した。1971年・1972年製デハ1251 - デハ1290は主電動機出力75 kWだったが、走行特性は従来車と揃えたまま1974年製以降は主電動機定格電流を225 Aから270 Aに上げ、90 kWに出力増強された。併せて定格回転数を従来の1,550 rpmから1,450 rpmに変更、定格速度は43 km/hから40.7 km/hになっている。台車は川崎重工業設計の車体直結空気ばね式とされ、同社と東急車輛の両者で同一の台車を製造した。モーターは東洋、制御装置と補助電源装置は三菱製でそれぞれ統一された。その他、車内は乗務員室と客室の仕切り扉がステンレス製から軽合金製となった。1973年は12両編成運転開始に備えた設備増強に注力したこと、1975年（昭和50年）は前年7月の久里浜地区水害で損傷した車両の復旧工事を優先させたため新製がなかった。増備の過程で、広告枠の増設、先頭部の雨樋形状の変更など、細部の変更が行われた。
1974年までに製造された68両は当初都営1号線の軸重制限を超過したため他社・局線には入線できなかったが、後に軽量車輪への交換によって入線できるようになった。また、1987年（昭和62年）までは地下鉄線内では冷房を使用しなかったため、窓に地下鉄線内では冷房を使用しない旨の注意ステッカーが貼付されていた。
車両番号は製造順ではなく、1079・1080（2代目）は1978年製、最終製造車両も同年製の1243 - 1250である。
1976年までの製造車は手動式方向幕、側面は種別幕のみだったが、同年製造車の中間車となった1338・1339を除いて1977年（昭和52年）以降製造の車両には1049 - 1068の更新で設けられたものと同じ電動方向幕が正面および側面に設置された。1980年代中期の1341編成と1375編成など、編成替えにより側面方向幕設置編成に側面種別幕のみ設置の中間車が組み込まれた例もあった。
1337には積算電力計が設けられていた。電力計測時にはこの車両を中間に入れる必要があり、6両編成での地下鉄乗り入れに備えて1970年代後半から1980年代にかけて1332と1080の品川方に貫通幌が取り付けられていた。
このグループは、グループ内であれば更新工事施工前の側面電動方向幕有無による制約を除いて編成替えの制約がなく、まとまった両数があったため頻繁に編成替えが行われ、このグループは全編成が番号通りの編成だった時期は一度もない。唯一1990年頃に1243 - 1298、1301 - 1348の全編成が番号通りの編成になったことがあるが、この時も1351 - 1380は8両編成3本、4両編成1本、2両編成1本の組成であった。
1988年頃の定期検査入場時に1500形と同一材質のブレーキシューに変更、摩擦材特性にあわせて速度が10 km/h以下になるとブレーキシリンダの圧力を半減させる装置（B-55装置）を撤去した。工事中および工事施工済み編成の運転台には「B装置改良車」の表示があった。
非冷房で製造された車両の冷房改造に続いて、1988年から1994年（平成6年）にかけて更新工事が施工された。主な内容は以下の通りである。
- 屋上通風器の撤去
- 屋根の補修
- 連結器部分の小改造
- 行先表示器制御のSPC方式への改造と白色幕から黒色幕への変更、手動幕車への電動幕の設置、側面方向幕未設置車への方向幕の設置。
- 1992年以降の更新車両は抵抗器の配列を変更し、中央扉直下に発熱量が少ない部分を再配置。
- 戸閉灯器をLED表示灯に交換。その後LEDの故障などで1309・1312は電球2灯にされた。
- 一部の編成に戸閉選択装置を取り付け。
- 1251・1259・1309編成は1990年代初頭の連結器交換前に更新されたので、品川寄りにジャンパ栓の跡が残る。
- 内装は全面的に張り替えられたが、配色およびレイアウトはほとんど変更されていない。

1993年（平成5年）度に600形用試験として、更新工事のため久里浜工場に入場していた一部の車両を使用してクロスシート試験を行ったが、この状態での営業運転は行われなかった。
1号形ATSの更新に伴い、C-ATSを搭載する改造が2007年までに行われた。本グループでも廃車が近い編成は対象外とされ、本グループ以外にこの工事を施工した編成はない。運転台計器パネルにあるATS表示灯は塞がれ、壁面にアイボリーのLED式表示器が増設された。

## 各種工事

### 冷房改造

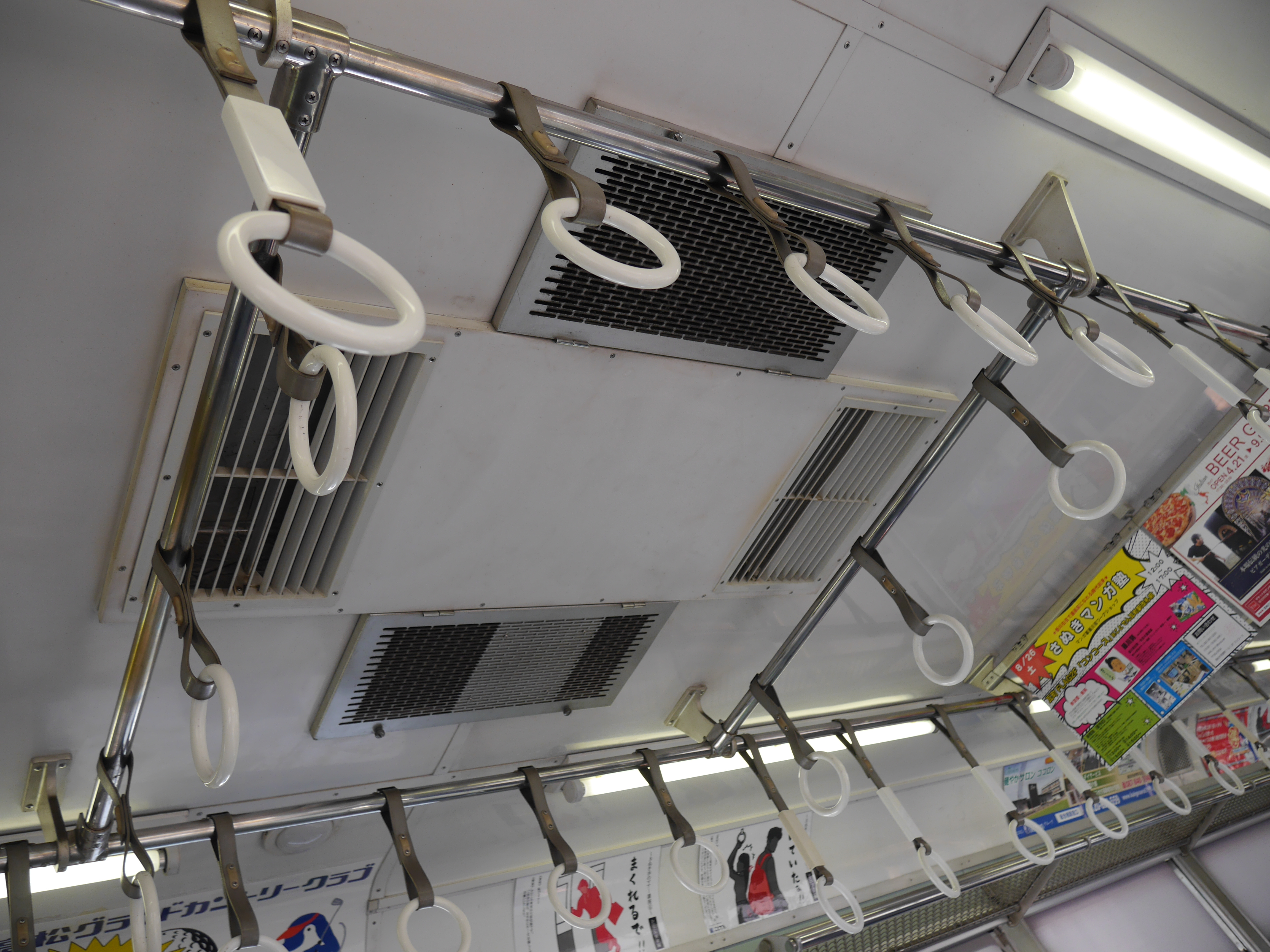
冷房改造車の冷房装置車内側
琴電譲渡車のもの（2017年8月）

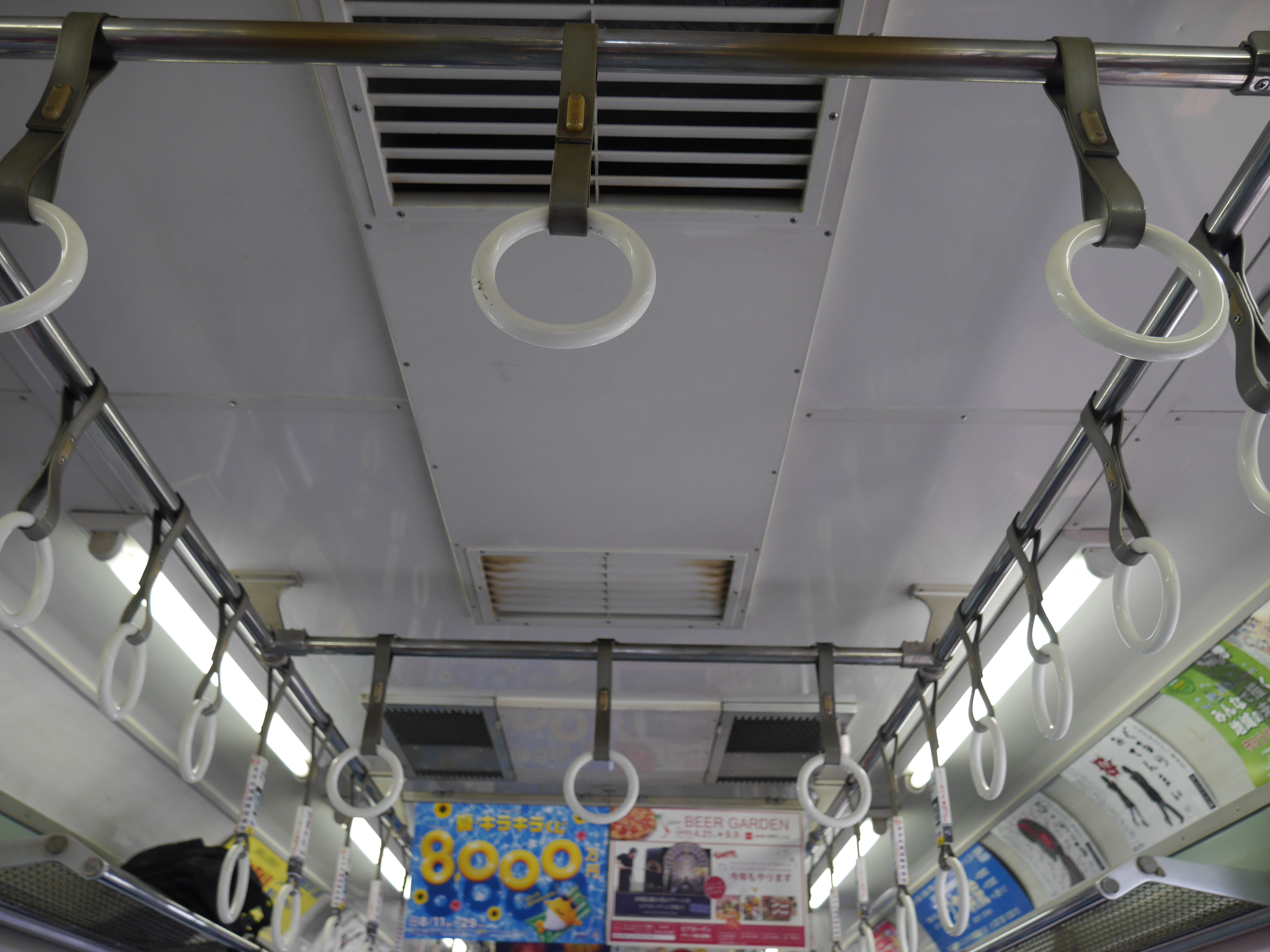
パンタグラフ直下のみ冷気吹出口は冷房機直下からオフセットした位置にあった
琴電譲渡車のもの（2017年8月）

1976年（昭和51年）から非冷房で製造された車両を対象に冷房改造工事が行われた。冷房装置は東芝RPU-2209系が採用され、1両につき4台が設置された。内装も全面的に貼り替えられ、新製冷房車同様に極力無塗装化が図られた。冷房改造前に腐食対策として雨樋縦管を露出させる改造が施されていたが、これを耐食管とすることで本改造時に埋め込んだ。天井部は平天井構造となったが、パンタグラフ下部を除きダクトは設けられていない。電動発電機は容量75 kVAのものに交換され、1台で2両に給電する。方向幕は電動化されたが、側面方向幕は奇数車海側、偶数車山側のみに設置され、初期の改造車は種別幕のみで残った奇数車山側、偶数車海側に冷房改造前と同様「普通」が表示されなかったが、1983年（昭和58年）頃の改造車から「普通」が表示されるようになり、それ以前の車両も同様に改造された。1001 - 1048で側面種別幕位置が低かった編成は冷房改造時に他車と同位置に改造されている。冷房改造前から全車両側面に方向幕を持つラインデリア車は全車設置とされた。OK-18系台車は重量増加に対応して台車枠の補強が行われ、1977年（昭和52年）に台車枠だけをOK-18Mとして4両分製造している。OK-18系台車装備車で初の冷房改造車となった1137編成は冷房機本体を搭載せずに出場し、2週間後に冷房機を搭載している。
初の冷房改造車である1179編成は、改造当初冷房装置のキセ（カバー）がイボ付きビニールでコーティングされた鋼製の黒いタイプであり、その外観から一部で「装甲冷房車」と呼ばれていたが、1981年（昭和56年）9月に他編成と同じFRP製の白いキセに取り替えられた。改造は長期にわたったが、期間中大きな設計変更は行われず、末期に連結器交換準備工事が併施されたことによる変更がある程度である。1982年に冷房改造を受けた1029編成の1032は2000形の登場を前に試験的に静止形インバータを搭載したが、定期検査の際に電動発電機に戻されている。
全車冷房改造完了を目前にして廃車が始まり、1049・1095・1097の各編成には冷房改造が施工されなかったが、本形式の冷房化完了を以って、京急では関東大手私鉄では初めて冷房化率100%を達成した（実際には相模鉄道が1987年に冷房化率100％を達成していたが、当時相鉄は大手私鉄ではなかったため、関東大手私鉄での冷房化率100%を初達成したのは京急であった）。

#### 冷房改造に伴う編成替
冷房改造は番号通りの編成単位で行われ、改造後は番号通りの編成に戻る例がほとんどだったが、例外として1976年施工の1143編成と1977年施工の1149編成は中間車を入れ替えて出場、後に番号通りの編成に戻った。1137編成と1173編成は冷房改造時に3号車・4号車を交換し、1987年の編成替えまで運用された。1982年（昭和57年）施工の1187 - 1188は1029編成に挟まれて出場、4か月後に1185編成が出場された際に番号通りの編成に戻った。1983年7月に出場した1121 - 1122は同時期に検査入場していた1009編成に挟まれて出場、1119編成が冷房改造された後も3年程度この編成のまま運用された。1115 - 1116は1113編成と同時に施工されたが、先頭車の密着連結器化準備工事の影響により、当初の1か月は1037編成に含まれ、その後続いて冷房改造された1075編成に含まれて運用されたが、その後1か月程度で番号通りの編成に戻っている。

### 台車交換
本形式では定期検査入場の都度予備台車を活用した入場期間短縮のため、台車の振り替えが頻繁に行われていたが、同一系列台車間の交換はここでは対象としない。

#### TS-811化
1971年に試作空気ばね台車を装備していた1017編成の中間にデハ1145 - デハ1146を組み込む際に台車をTS-310系から東急製TS-811形に交換、その後1977年の冷房改造時にデハ1145 - デハ1146が1143編成に戻る際に編成全体をTS-811に交換した。その後、次項のOK-18台車振り替え用および試作空気ばね台車淘汰用TS-310台車捻出のため、1155編成とデハ1173 - デハ1174 - デハ1139 - デハ1140 - デハ1177 - デハ1178も1978年の冷房改造時にTS-811に交換された。

#### OK-18のTS-310への振り替え
川崎車輛で製造され、東洋製電装品を装備するデハ1029・1030・1041・1042・1059・1071・1072・1077・1078・1097・1098・1115には中空軸撓み板式軸型継手駆動用のOK-18台車 (OK-18C・G・I・K) が装備されていたが、これを1977年・1978年に上述のTS-811化で捻出したTS-310系台車と交換した。

#### 試作空気ばね台車交換
1017編成で試用されていた試作空気ばね台車OK-22・TS-313は1977年にTS-310に交換されて姿を消した。

### 連結器交換
本形式の先頭部は2回の連結器交換が行われている。

#### NCB-II型への交換
1968年からの地下鉄乗り入れに備えて、1966年以前に製造された先頭車は連結器をK-2-Aから直通規格で定められたNCB-II型と連結可能なNCB-6型に交換、その後NCB-II型に交換した。工事中は連結器高さを変更するため、新連結器を避けるための車体下部切り欠き形状などにバリエーションがあり、初期だと蓋があった車両もあった。

#### CSD-90への交換

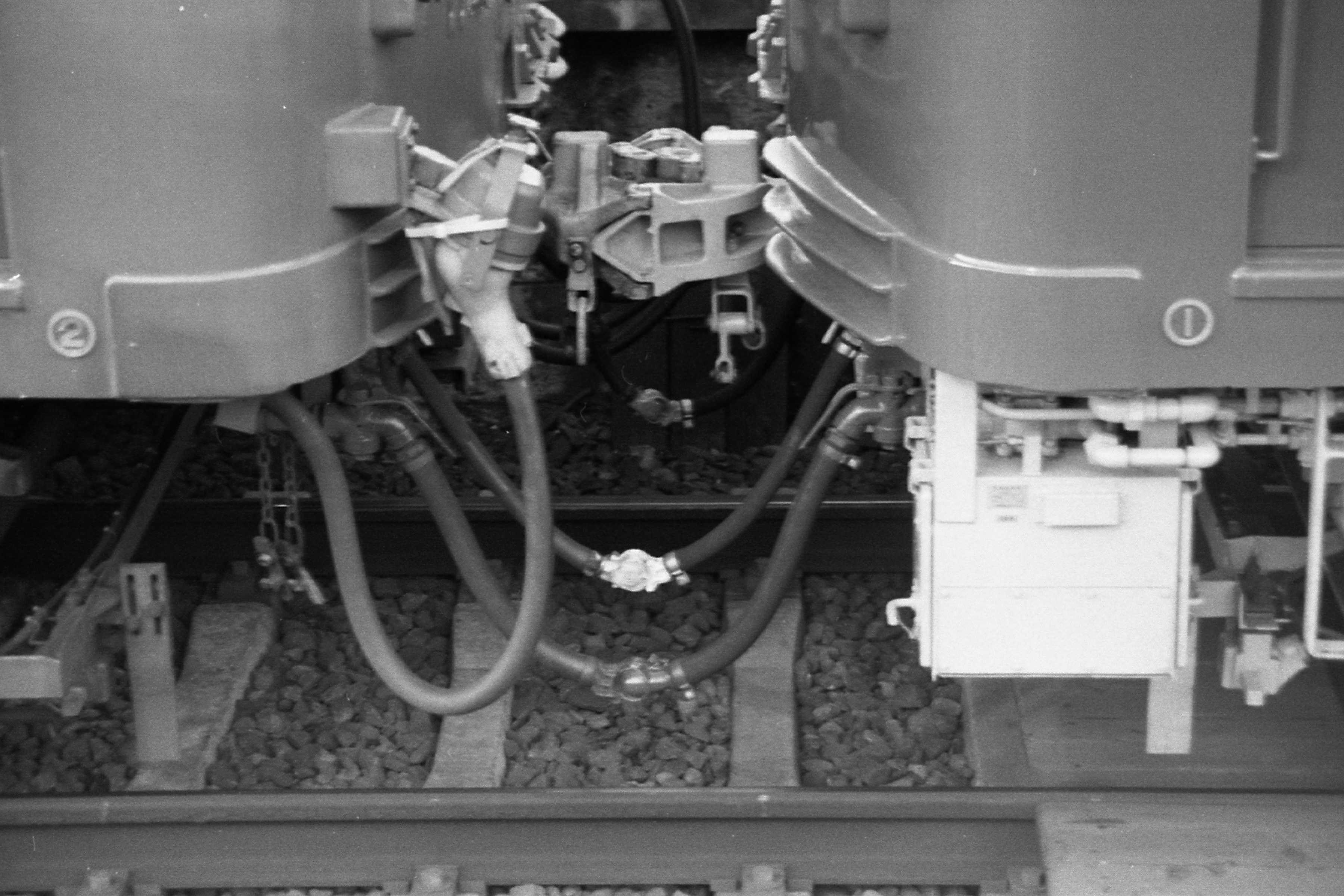
「三相ジャンパ」が残る連結器交換準備工事未施工車（左）と、連解制御箱が設置された施工済車（右）

連結作業の省力化のため、電気連結器付き廻り子式密着連結器 (CSD-90) への交換が1989年（平成元年）頃に行われた。1985年（昭和60年）冷房改造の1113編成から準備工事が始まり、在来車についても定期検査とは別に入場させて同工事が順次施工された。外観に現れる標準的な工事は運転台および先頭車海側床下への連結器制御盤の取り付け、冷房指令・自動幕指令用ジャンパ栓（青色）の撤去および連結器胴受の交換だったが、工事期間中に1987年のダイヤ改正に伴う2+6編成や4+4編成が出現、編成間で冷房・自動幕指令を共有する必要が生じたため、該当編成への青色ジャンパ再取り付けなど細かい様々なバリエーションが見られた。本工事と合わせて補助警笛が電子ホーン化された。その後1989年の1137編成を皮切りに1991年（平成3年）にかけて連結器本体の交換、非常用中間連結器の搭載などの本工事が行われた。また、本工事に先立って連結器制御盤取付用スペース確保のため冷房車の先頭車海側に設けられていた三芯のジャンパ栓（三相ジャンパ）が撤去された。本ジャンパ栓は冷房用電源故障時に編成間で給電を行えるよう設けられていたものだが、1984年（昭和59年）冷房改造の1005編成以降はこれを設けずに出場し、従来車も1985年1月に定期検査出場した1259編成以降定期検査時に撤去された。

#### 中間車連結器の交換
1960年代後半以降中間部の連結器はCSE-55形棒状連結器とされていたが、新町検車区で車輪を削正する際に該当設備に8両編成が入れないため、編成を6+2に容易に分割できるよう中間部に廻り子式密着連結器を装備していた。その後1978年頃に4+4に分割するよう変更されたが、同設備に8両編成が入れるようになったため、1990年代中ごろの定期検査入場時に棒状連結器に戻されている。

### 中間車貫通仕切り扉の設置
1207以降の6両編成4号車と8両編成4・6号車の浦賀方には両開きの貫通仕切り扉を設置されており、1970年に1101 - 1206の6両編成にも同様に貫通仕切り扉が設置されたが、連結面後退角が大きいため、扉のレールが「へ」の字型になっていた。1981年（昭和56年）以降、編成替えにより6両・8両編成となっていたデハ1262・1302・1310・1314・1322・1334・1342・1346・1352に貫通仕切り扉が設置された。改造車の外側窓は2段式アルミサッシのままとされたが、非冷房車は冷房改造時に、冷房車は更新改造時にHゴム1枚窓に改造されている。1101 - 1130の妻面は大きなRで構成されていたため、該当窓取り付け部が平面に改造され、周囲の外板と段差があった。1301 - 1348の更新時に貫通仕切り扉がない4両編成の3号車に組成される1327・1319・1307・1335・1339の浦賀方にも貫通仕切り扉が設置された。

### 吊り手関連工事
1986年頃の定期検査入場時に冷房車を対象にドア部分に吊り手を増設する工事が施された。当時の編成単位で行われ、施工期間中に1987年（昭和62年）の8両編成地下鉄乗り入れ運用増加に伴う編成替えが挟まったことから、施工済車と未施工車が同一編成に含まれる例も見られた。初期の改造車は枕木方向に4個の吊り手が設けられていたが、後期は3個に変更、初期改造車も後に同様に改造された。

### 自動戸閉切放装置取付改造
1997年から6両編成に梅屋敷駅停車時にホームにかからない浦賀方2両の扉を開扉させない操作を自動で行う装置（自動戸閉切放装置、ADL）を設置する工事が行われた。その後編成替えによって発生した6両編成も編成替えの都度本工事が施工されている。浦賀方2両のドアには同駅でドアが開かないことを知らせるステッカーを貼付している。

## 改番
京急では1966年（昭和41年）の番号整理以降ほとんど改番が行われた例がなかったが、本形式では下記の4例がある。
- 1958年（昭和33年）製の801 - 851、802 - 852は1965年（昭和40年）に1095 - 1098に改番され、本形式に編入された。
- 1964年（昭和39年）製の1201と1206は初代1079・1080である。翌1965年（昭和40年）3月に製造された1174 - 1177を挟んで6連化され、さらに同年11月に中間車を新製された1202 - 1205に交換、その後1079と1080は1968年（昭和43年）に1201と1206に改番された。
- 1971年（昭和46年）製の18両（1251 - 1266・1267・1274）は当初6連で計画され、1251 - 1268として落成したが、都営1号線への乗り入れが軸重増加により認められなかったため、8連2本と2連1本に組み替えられて入線し、翌1972年（昭和47年）に2連に中間車6両を挟んで8連化され、デハ1251 - デハ1274（8連×3本）に改番された。
- 1978年製の2代目1079・1080は、新1000形の増備進捗に伴い番号重複を避けるため2003年（平成15年）1月にデハ1381とデハ1382へ改番され、車内銘板がステッカー式となった。

## 700形との混結
1975年（昭和50年）7月から1979年6月にかけて、700形のサハ770形を中間に挟んだ6両・8両編成が組成された。しかし、混結編成では編成重量の増加により加速度が低下するだけでなく、品川以北、いわば地下鉄や京成線などへ乗り入れできないことなどから運用範囲が制限された。1978年（昭和53年）以降、順次サハ770形は本形式の編成から外され、700形編成に戻るまでの間久里浜工場（現・京急ファインテック久里浜事業所）または金沢検車区で1979年（昭和54年）まで休車扱いとされたものもあった。また、これとは別に、朝夕ラッシュ時に8両編成に700形4両編成を増結して12両編成とする運用も1995年（平成7年）7月のダイヤ改正まで存在していた。

## 運用

### 2両編成

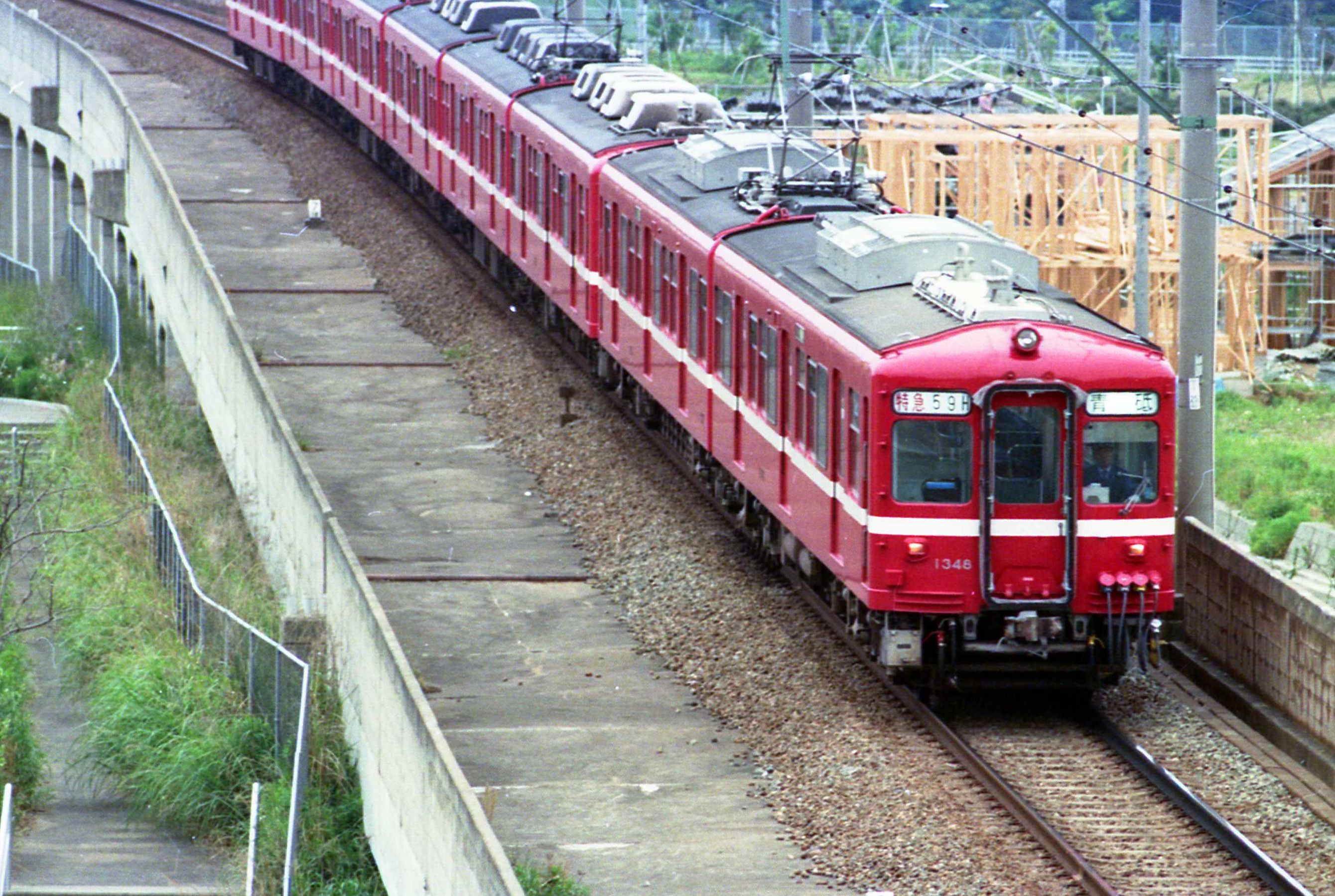
乗り入れ特急の品川方に増結された1345-1348
1988年5月

2両編成は登場以降終始増結用として使用され、1970年代初期の比較的短期間、朝ラッシュ時に浦賀 - 堀ノ内間を2両編成で運転、堀ノ内 - 品川間は久里浜以南からの特急に連結される運用が存在した以外2両編成単独で営業運転された実績がほとんどない。1987年（昭和62年）の乗り入れ特急8両編成運転拡大の直前まで約1年間乗り入れ特急の浦賀方に品川で2両増結する車両の送り込みのため2両編成5本をまとめて回送する列車が存在した。2008年7月の編成替えで2両編成は一旦消滅したが、ありがとう運転直前に1351編成が2両編成に組み換えられ、2011年3月まではクト2の牽引用として使用された。

### 4両編成

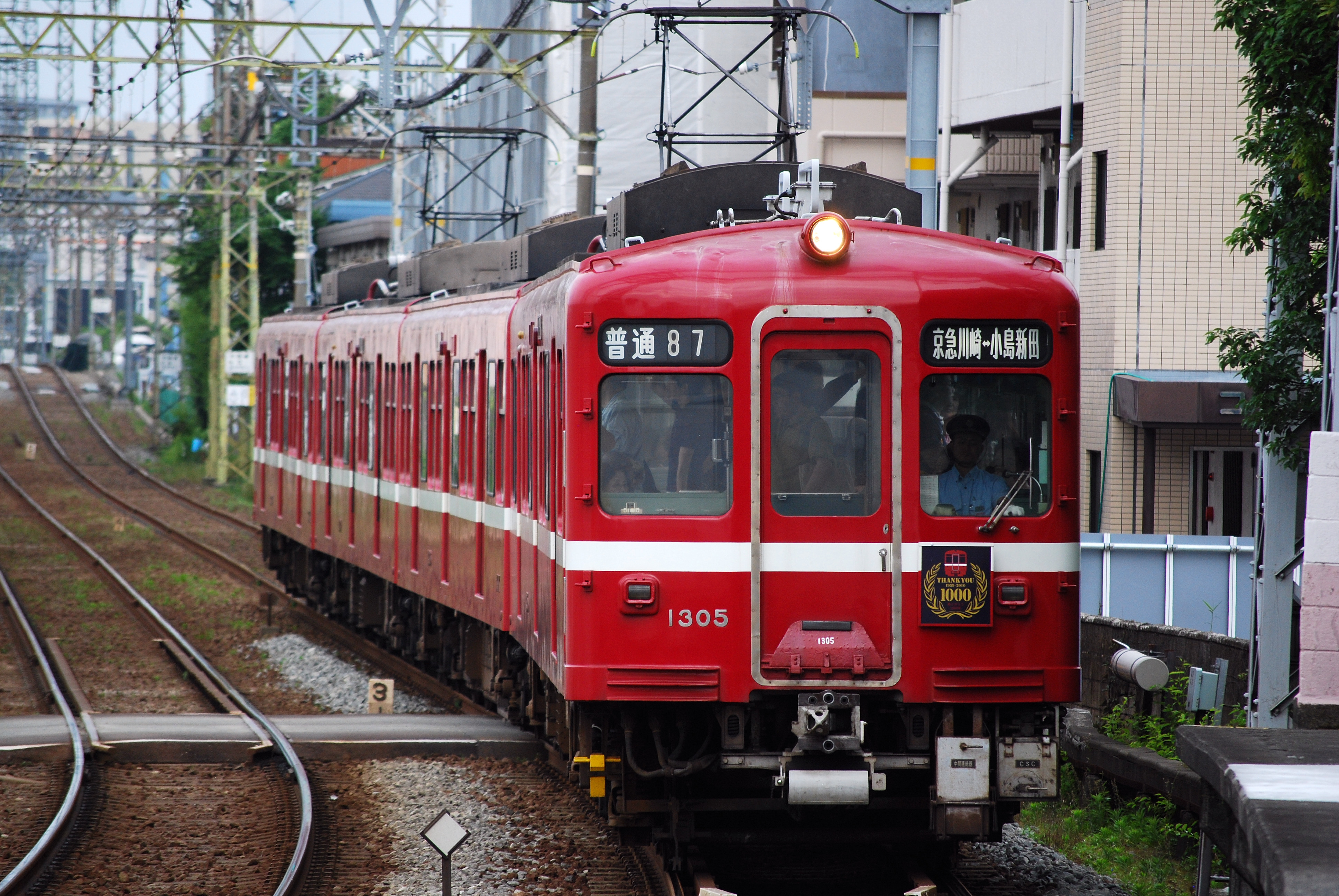
京急大師線を走る1000形（初代）4両編成
「THANK YOU 1959-2010 1000」のマーク付

4両編成は登場後各種別に運用されたが、12両編成運転開始直前の1974年（昭和49年）10月頃の4連運用には400形・500形・700形が使用され、新製されたばかりの1325編成のみが4連だったことが特筆される。12両編成運転開始以降は大師・空港以外の各線の普通や朝・夕方・夜間の優等列車の増結用として幅広く運用された。終夜運転の際に都営浅草線を経由して京成金町まで乗り入れた実績もある。700形の廃車進行により2000年（平成12年）から大師線に投入され、当初は朝のみ、その後700形の全廃に伴って2005年11月からは1500形と共に終日同線でも運用された。

### 6両編成

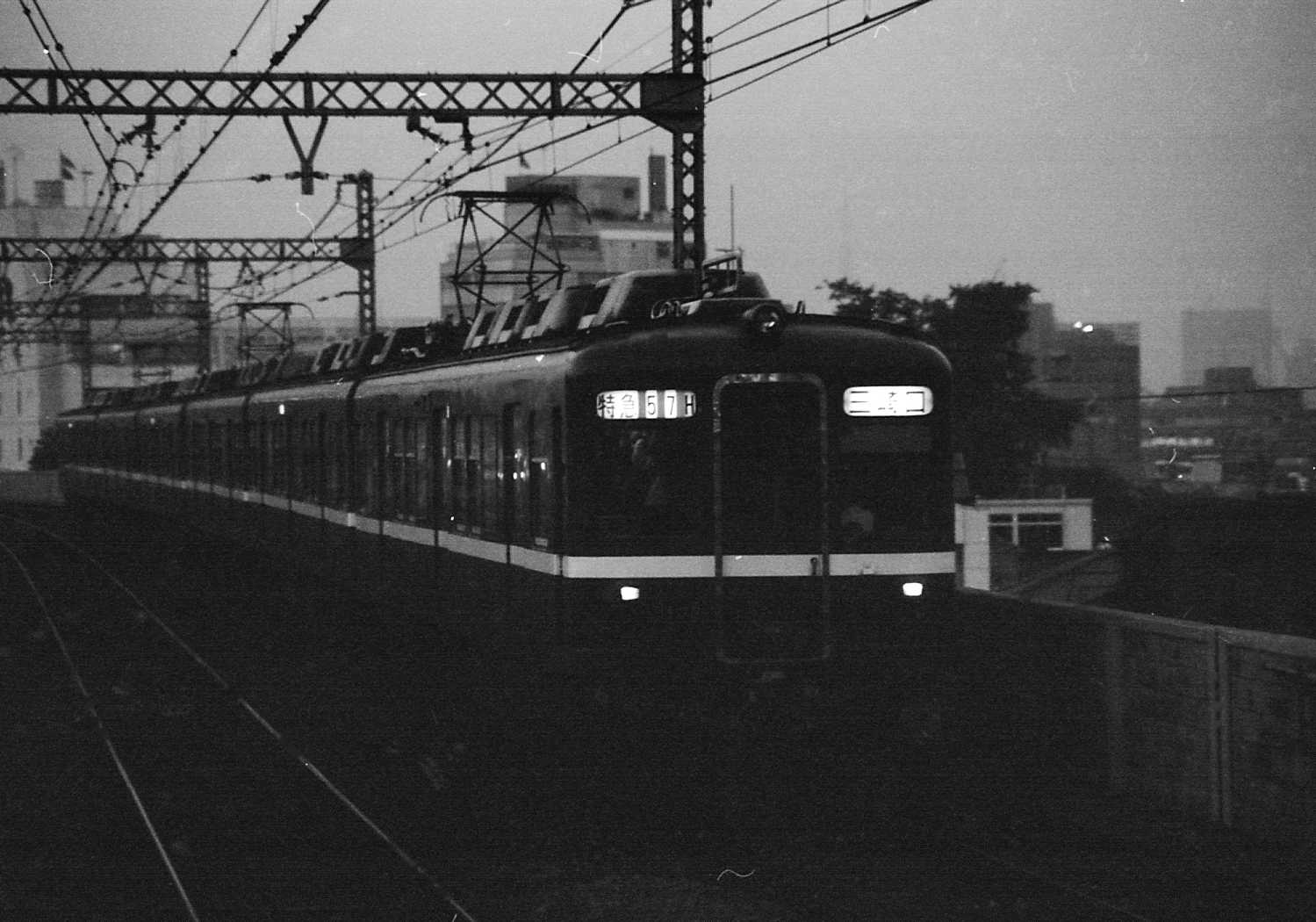
6両特急の浅草線乗り入れ最終列車。1986年11月

6両編成は都営浅草線乗り入れ特急用の主力として1968年（昭和43年）以降25 - 30本が存在したが、1988年（昭和63年）秋の都心乗り入れ特急の終日8連化に伴って1989年秋には2本にまで激減した。その後本線普通の6連化が進み、徐々に本数を増やしたが、廃車進行により編成数は再び減少に転じた。800形や1500形と共に本線の普通を中心に運用されていた。晩年には朝・夕方・夜間に羽田空港へ乗り入れる運用もあった。1993年から1995年までの2年間は都営浅草線経由で北総線千葉ニュータウン中央まで乗り入れていた。これは、北総線の車両が8両固定編成のため、ホームの長さが6両編成までだった当時の空港線に乗り入れられなかったためである。乗り入れ特急の終日8連化以降も終夜運転で都営浅草線を経由して京成線京成高砂まで乗り入れた実績がある。また臨時列車として京成成田までの運用実績もある。
1975年（昭和50年）7月には1009・1013・1021の各編成がサハ770形2両を3・4号車に含む6両編成となったが、1021編成以外はすぐに中間車2両を追加した8両編成とされた。

### 8両編成
8両編成は登場以降1978年（昭和53年）まで都営浅草線への乗り入れが最大6両編成に制限されていたことから朝ラッシュ時の12両編成非乗り入れ特急の基本編成、快速特急として運用され、2000形登場まで夏季定員制列車「ミュージックトレイン号」にも使用された。1978年に8両編成の地下鉄乗り入れが開始されたが、1987年（昭和62年）までは朝夕各6往復に限定されており、朝ラッシュ時の通勤快特、日中から夕方の快速特急を中心に運用された。1987年から朝夕ラッシュ時の乗り入れ特急が8両編成化され、2000形の増備も進行したため8両編成は都心乗り入れ運用を中心に運用された。この時点で全編成を固定編成とすると日中運用する6両編成が不足するため、2+6編成を貫通幌でつなぎ、「8両固定編成」として都営地下鉄乗り入れに充当、日中は2両編成を切り離した6両で運用する編成が組成された。2+6編成には編成表上にも2+6の8両編成として記載され、8両編成と同様に運用されたものとそれぞれ別の編成として記載され、組み合わせが毎日変更されるものの2種が存在した。同時に4+4編成を貫通幌でつなぐ編成も出現したが、こちらは全編成4+4の8両編成として編成表に記載されていた。その後1988年（昭和63年）秋に都心乗り入れ特急が終日8連化され、翌1989年（平成元年）から1500形の都心乗り入れ運用への充当が始まったため2+6編成は消滅、4+4編成は廃車の進行に伴って一旦消滅した。2001年（平成13年）9月15日のダイヤ改正から日中の都営浅草線直通快特の最高速度が120 km/hに引き上げられたが、本形式は120 km/h対応の増圧ブレーキ装備工事対象とはならなかったため、これ以降ダイヤ乱れや、2007年の一時期を除いて日中の快特には運用されなくなった。8両編成は2008年8月に1351編成の中間車を1329編成と1381編成に移動させたことで中間に先頭車を含まない貫通編成が消滅、その後同年11月まで1351編成と1381編成が4+4編成を組み、8両編成として運用されていたが、新1000形1097編成の導入に伴って分割され、8両編成が消滅した。
1975年（昭和50年）9月から1979年（昭和54年）6月にかけてサハ770形を5・6号車に含む8両編成が存在し、ラッシュ時を中心に運用された。

## 編成数の推移
本形式は登場以来需要の変化に対応するため、頻繁に編成が組みかえられた。各時代の編成数を下表に示す。
| 編成両数    | 1974年秋         | 1980年4月10日     | 1988年7月10日     | 1989年1月7日        |
| ----------- | ---------------- | ----------------- | ----------------- | ------------------- |
| 編成両数    | 12両運転開始直前 | 都心8連乗入開始時 | 都心8連乗入拡大時 | 都心乗入全面8連化時 |
| 2両編成     | 21               | 9                 | 15                | 8                   |
| 4両編成     | 1                | 29                | 13                | 13                  |
| 6両編成     | 31               | 25                | 19                | 2                   |
| 8両編成     | 6                | 9                 | 16                | 21                  |
| 4両+4両編成 | 0                | 0                 | 3                 | 10                  |
| 2両+6両編成 | 0                | 0                 | 0                 | 1                   |

## 過去の編成表
1982年1月1日現在。
| ← 三崎口・浦賀品川 → |      |      |      |      |      |      |      |      |  |
| 区分                 | Mc   | M    | M    | M    | M    | Mc   |      |      |  |
| 車両番号             | 1101 | 1102 | 1103 | 1104 | 1105 | 1106 |      |      |  |
| 車両番号             | 1113 | 1114 | 1115 | 1116 | 1117 | 1118 |      |      |  |
| 車両番号             | 1131 | 1132 | 1133 | 1134 | 1135 | 1136 |      |      |  |
| 車両番号             | 1137 | 1138 | 1139 | 1140 | 1141 | 1142 |      |      |  |
| 車両番号             | 1143 | 1144 | 1145 | 1146 | 1147 | 1148 |      |      |  |
| 車両番号             | 1149 | 1150 | 1151 | 1152 | 1153 | 1154 |      |      |  |
| 車両番号             | 1155 | 1156 | 1157 | 1158 | 1159 | 1160 |      |      |  |
| 車両番号             | 1161 | 1162 | 1163 | 1164 | 1165 | 1166 |      |      |  |
| 車両番号             | 1167 | 1168 | 1169 | 1170 | 1171 | 1172 |      |      |  |
| 車両番号             | 1173 | 1174 | 1175 | 1176 | 1177 | 1178 |      |      |  |
| 車両番号             | 1179 | 1180 | 1181 | 1182 | 1183 | 1184 |      |      |  |
| 車両番号             | 1185 | 1186 | 1187 | 1188 | 1189 | 1190 |      |      |  |
| 車両番号             | 1191 | 1192 | 1193 | 1194 | 1195 | 1196 |      |      |  |
| 車両番号             | 1201 | 1202 | 1203 | 1204 | 1205 | 1206 |      |      |  |
| 車両番号             | 1207 | 1208 | 1209 | 1210 | 1211 | 1212 |      |      |  |
| 車両番号             | 1213 | 1214 | 1215 | 1216 | 1217 | 1218 |      |      |  |
| 車両番号             | 1219 | 1220 | 1221 | 1222 | 1223 | 1224 |      |      |  |
| 車両番号             | 1225 | 1226 | 1227 | 1228 | 1229 | 1230 |      |      |  |
| 車両番号             | 1231 | 1232 | 1233 | 1234 | 1235 | 1236 |      |      |  |
| 車両番号             | 1237 | 1238 | 1239 | 1240 | 1241 | 1242 |      |      |  |
| 車両番号             | 1301 | 1326 | 1327 | 1302 | 1303 | 1304 |      |      |  |
| 車両番号             | 1333 | 1330 | 1331 | 1334 | 1335 | 1336 |      |      |  |
| 車両番号             | 1341 | 1306 | 1307 | 1342 | 1343 | 1344 |      |      |  |
| 区分                 | Mc   | M    | M    | M    | M    | M    | M    | Mc   |  |
| 車両番号             | 1243 | 1244 | 1245 | 1246 | 1247 | 1248 | 1249 | 1250 |  |
| 車両番号             | 1251 | 1252 | 1253 | 1254 | 1255 | 1256 | 1257 | 1258 |  |
| 車両番号             | 1259 | 1260 | 1261 | 1262 | 1263 | 1264 | 1265 | 1266 |  |
| 車両番号             | 1267 | 1268 | 1269 | 1270 | 1271 | 1272 | 1273 | 1274 |  |
| 車両番号             | 1275 | 1276 | 1277 | 1278 | 1279 | 1280 | 1281 | 1282 |  |
| 車両番号             | 1283 | 1284 | 1285 | 1286 | 1287 | 1288 | 1289 | 1290 |  |
| 車両番号             | 1291 | 1292 | 1293 | 1294 | 1295 | 1296 | 1297 | 1298 |  |
| 車両番号             | 1317 | 1318 | 1319 | 1310 | 1311 | 1322 | 1323 | 1320 |  |
| 車両番号             | 1351 | 1358 | 1361 | 1352 | 1353 | 1354 | 1355 | 1356 |  |
| 車両番号             | 1363 | 1364 | 1365 | 1366 | 1359 | 1360 | 1367 | 1368 |  |
| 車両番号             | 1369 | 1370 | 1371 | 1372 | 1377 | 1378 | 1373 | 1374 |  |
| 区分                 | Mc   | M    | M    | Mc   |      |      |      |      |  |
| 車両番号             | 1001 | 1002 | 1003 | 1004 |      |      |      |      |  |
| 車両番号             | 1005 | 1006 | 1007 | 1008 |      |      |      |      |  |
| 車両番号             | 1009 | 1010 | 1011 | 1012 |      |      |      |      |  |
| 車両番号             | 1013 | 1014 | 1015 | 1016 |      |      |      |      |  |
| 車両番号             | 1017 | 1018 | 1019 | 1020 |      |      |      |      |  |
| 車両番号             | 1021 | 1022 | 1023 | 1024 |      |      |      |      |  |
| 車両番号             | 1025 | 1026 | 1027 | 1028 |      |      |      |      |  |
| 車両番号             | 1029 | 1030 | 1031 | 1032 |      |      |      |      |  |
| 車両番号             | 1033 | 1034 | 1035 | 1036 |      |      |      |      |  |
| 車両番号             | 1037 | 1038 | 1039 | 1040 |      |      |      |      |  |
| 車両番号             | 1041 | 1042 | 1043 | 1044 |      |      |      |      |  |
| 車両番号             | 1045 | 1046 | 1047 | 1048 |      |      |      |      |  |
| 車両番号             | 1049 | 1050 | 1051 | 1052 |      |      |      |      |  |
| 車両番号             | 1053 | 1054 | 1055 | 1056 |      |      |      |      |  |
| 車両番号             | 1057 | 1058 | 1059 | 1060 |      |      |      |      |  |
| 車両番号             | 1061 | 1062 | 1063 | 1064 |      |      |      |      |  |
| 車両番号             | 1065 | 1066 | 1067 | 1068 |      |      |      |      |  |
| 車両番号             | 1069 | 1110 | 1109 | 1070 |      |      |      |      |  |
| 車両番号             | 1073 | 1126 | 1129 | 1074 |      |      |      |      |  |
| 車両番号             | 1075 | 1122 | 1121 | 1076 |      |      |      |      |  |
| 車両番号             | 1119 | 1120 | 1123 | 1124 |      |      |      |      |  |
| 車両番号             | 1125 | 1128 | 1127 | 1130 |      |      |      |      |  |
| 車両番号             | 1313 | 1314 | 1315 | 1316 |      |      |      |      |  |
| 車両番号             | 1337 | 1338 | 1339 | 1340 |      |      |      |      |  |
| 車両番号             | 1345 | 1346 | 1347 | 1348 |      |      |      |      |  |
| 車両番号             | 1375 | 1376 | 1379 | 1380 |      |      |      |      |  |
| 車両番号             |      |      |      |      |      |      |      |      |  |
| 車両番号             | 1071 |      |      | 1072 |      |      |      |      |  |
| 車両番号             | 1077 |      |      | 1078 |      |      |      |      |  |
| 車両番号             | 1079 |      |      | 1080 |      |      |      |      |  |
| 車両番号             | 1095 |      |      | 1096 |      |      |      |      |  |
| 車両番号             | 1097 |      |      | 1098 |      |      |      |      |  |
| 車両番号             | 1305 |      |      | 1308 |      |      |      |      |  |
| 車両番号             | 1309 |      |      | 1312 |      |      |      |      |  |
| 車両番号             | 1321 |      |      | 1324 |      |      |      |      |  |
| 車両番号             | 1325 |      |      | 1328 |      |      |      |      |  |
| 車両番号             | 1329 |      |      | 1332 |      |      |      |      |  |
| 車両番号             | 1357 |      |      | 1362 |      |      |      |      |  |

## 特殊塗装など
| 1000形1321編成「京急110年の歴史ギャラリー号」。ニス塗りの木製ドア、リベット、シル、ヘッダーなどが印刷で表現されている（2008年3月22日 新町検車区） |  | 1000形1309編成「ありがとうギャラリー号」（2008年5月25日 京急ファインテック久里浜事業所） |
| 1000形1321編成「京急110年の歴史ギャラリー号」。ニス塗りの木製ドア、リベット、シル、ヘッダーなどが印刷で表現されている（2008年3月22日 新町検車区） |  | 1000形1309編成「ありがとうギャラリー号」（2008年5月25日 京急ファインテック久里浜事業所） |

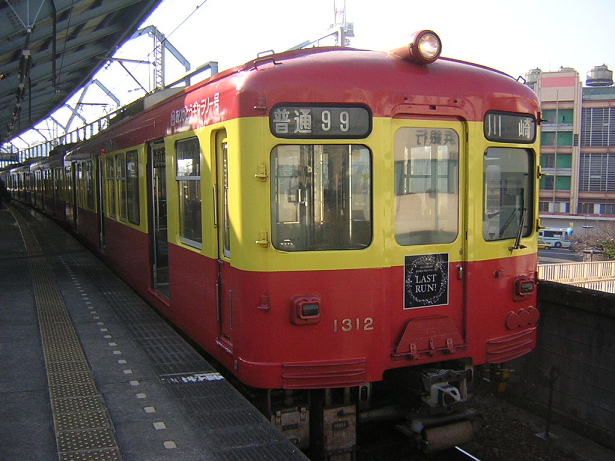
「ありがとうギャラリー号」に装着された「LAST RUN!」ヘッドマーク（2008年12月20日 京急鶴見駅）

2008年2月25日から12月23日まで、京急創立110周年を記念し、2編成に過去に営業運転された車両をイメージしたラッピングを施して運行された。1309編成（6両）が昭和20 - 30年代の車両をイメージした「ありがとうギャラリー号」、1321編成（4両）が大正 - 昭和初期の車両をイメージした「歴史ギャラリー号」とされた。両編成には車内に一般公募によって選ばれた写真・絵画や京急110年の歴史がポスターとして展示されたほか、先頭車の前面貫通扉窓下にヘッドマークが掲出された。その後両編成は下記の通り装飾が変遷し、イベントなどにも使用された。
- 同年5月25日に京急ファインテック久里浜事業所にて開催された「京急ファミリー鉄道フェスタ2008」ではリバイバルトレインが展示された。また、1321編成が品川→京急久里浜間の貸切列車として運転された。
- 同年7月5日から8月31日まで、1309編成は「納涼夏ギャラリー号」として、車内に沿線の夏の祭事のポスターなどを掲出した[15]。
- 同年9月から1309編成は広告貸し切り列車として運行された。
- 上記のうち、同年10月6日から11月16日までは「カレーの街よこすか10周年記念号」として、車体にそのキャラクター「スカレーちゃん」などを施したラッピングステッカーが貼り付けされていたた[16][17]。
- 1309編成は同年11月8日に行われた都営フェスタ'08 in 浅草線で展示された。
- 1309編成は同年16日から[18]、1321編成は翌12月17日から[19]、それぞれ貫通扉下部のヘッドマークを「LAST RUN!」と表記されたものに変更され、両編成とも同月23日で運用を終了した[20][21]。最終日は両編成とも本線普通で運用された。

## 改造・譲渡など
廃車された車両の一部が譲渡・貸出されたほか、事業用車への改造も行われた。

### 譲渡

#### 高松琴平電気鉄道
高松琴平電気鉄道には合計20両が譲渡された。

##### 1080形
1080形は1001 - 1048のグループで、1988年（昭和63年）から1991年（平成3年）にかけて1081 - 1092の2両編成6本・12両が譲渡された。全車東洋製電装品、TS-310系台車装備車である。Bグループは2両編成が組めなかったため、譲渡に当たり京急時代の浦賀方先頭車の運転台を同浦賀方から3両目に取り付ける改造を行った。

##### 1300形
1300形は1243-1380のグループで、長尾線で使用されている。1313 - 1316・1291 - 1298の2両編成2本・4両 (→1301 - 1304) が2007年7月31日から営業開始、次いで1305 - 1308・1243 - 1250の2両編成2本・4両 (→1305 - 1308) が譲渡され、2011年9月1日から使用されている。
この他、元京王帝都電鉄（現・京王電鉄）初代5000系の譲渡車である1100形は、転入による軌間変更のため、台車が本形式の廃車発生品（TS-310系）に交換されている。

#### 北総開発鉄道（7150形）
| 北総7150形7161編成、7161は元1112（1995年7月14日 新馬場駅） |  | カラードアを試験採用した編成（1994年10月10日 千葉ニュータウン中央駅） |
| 北総7150形7161編成、7161は元1112（1995年7月14日 新馬場駅） |  | カラードアを試験採用した編成（1994年10月10日 千葉ニュータウン中央駅） |

1991年（平成3年）3月31日の京成高砂 - 新鎌ヶ谷間開業に伴い、7300形の登場とあわせてデハ1005 - デハ1008・デハ1107 - デハ1118の16両 (→7151 - 7158・7161 - 7168) が譲渡された。この2編成は京急時代末期に変則的な編成を組んでいたが、そのままの編成で譲渡された。7151 - 7158は当初4+4の8両編成、7161 - 7168は8両貫通編成。主な改造点は以下の通り。
- アーマープレート（アンチクライマーの台座）の一部切除。7161・7168は譲渡後施工。
- 車両番号の幕板部への移設、社名標記の変更。
- 塗装色の変更。
- 降雪・凍結への対策工事。
- 屋根肩部広告枠サイズ変更。

7151 - 7158は1992年（平成4年）7月の新京成電鉄との直通運転廃止に伴い新鎌ヶ谷 - 千葉ニュータウン中央間の区間列車用として7151 - 7154と7155 - 7158の4連2本に分割、新鎌ヶ谷以東で運用されたが、1996年12月に4+4の8両編成に戻っている。7155 - 7158は1994年に客用ドア外部を1枚毎に異なる塗装とし、7151 - 7154も8両編成に戻る際同様に変更されたが、他車には採用されなかった。京成からリースした7050形への置き換えに伴い、7161 - 7168は1995年（平成7年）9月に、7151 - 7158は1998年（平成10年）1月31日付でそれぞれ廃車され、京成宗吾車両基地で解体された。
なお、定期検査は京急久里浜工場で施工されていた。

### リース

#### 京成電鉄→千葉急行電鉄（京成1000形→千葉急行電鉄1000形）

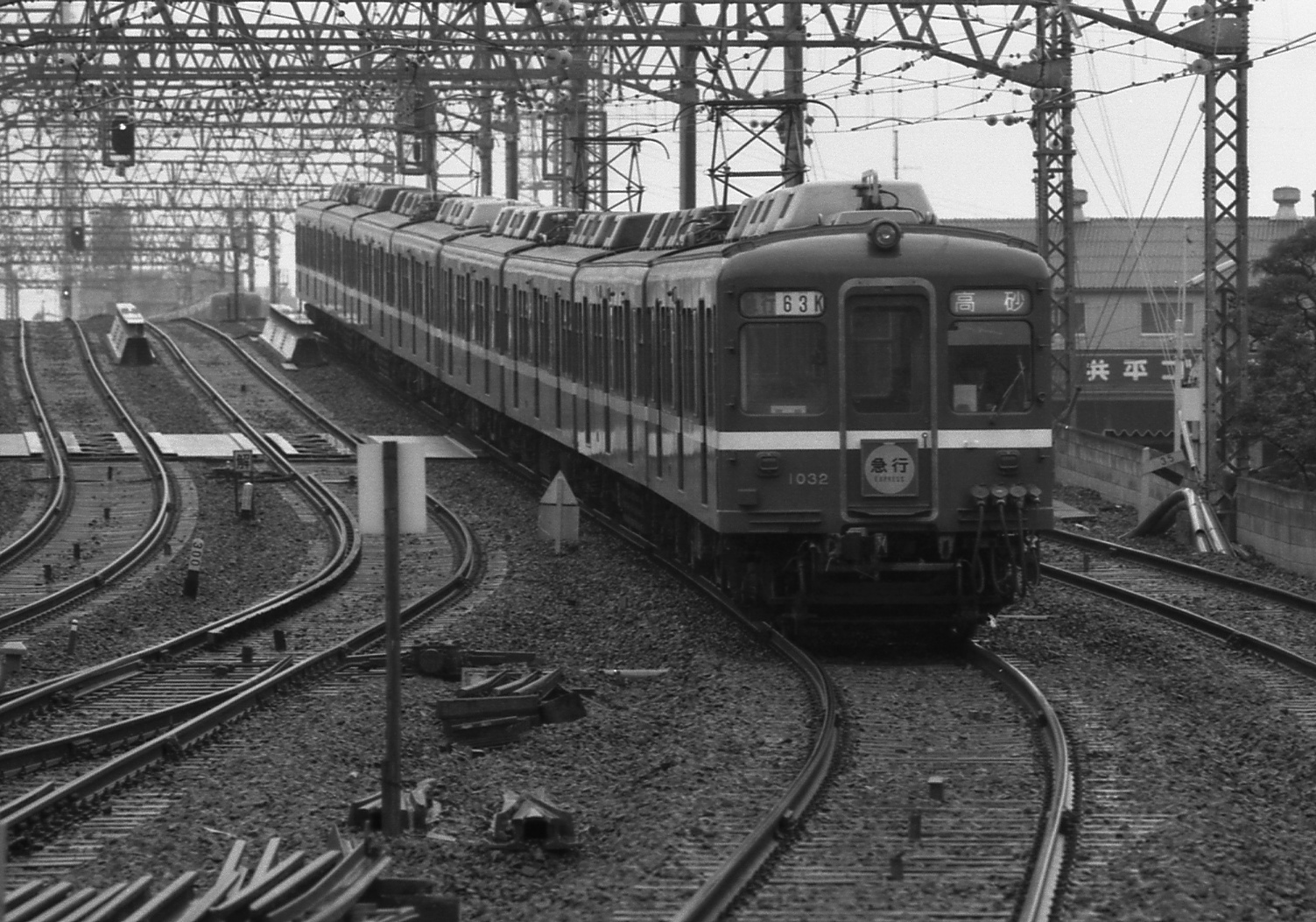
京成1000形電車

デハ1029 - デハ1032・デハ1037 - デハ1040の8両が京急の子会社である京急車両工業（現・京急ファインテック）を通じてリースされた。これは京成の冷房化率が大手私鉄の中で低く、早急に冷房化率を上げるためにとられた施策であるといわれている。塗装は京急時代のままとした。最後の青電であった210形が全廃された直後の1988年（昭和63年）から4両編成2本が8連固定で使用されたが4両編成でも使用された。主な改造点は以下の通りである。
- 車両形式称号を「モハ1000形」に変更
- 車体側面の社名表示を「KHK」から「Keisei」に交換
- 表示幕のうち種別・行先は京急1000形用のサイズで京成用の色（紺色地に白字）・書体・表示内容のものを新設して交換。運行番号は京成他車でも白幕のためそのまま流用した。
- 運転室に京成式の停車予告装置を設置。
- 種別板差しを先頭車前面の貫通扉下部に設置。
- 中吊り広告枠を京急サイズから京成サイズのものに交換。

京成での運用中に以下2点の追加改造が行われた。
- 京成の地上設備に対応するためアーマープレートの一部切除。
- 貫通扉種別板差しを室内側に移設、貫通扉に窓を設け、室内側から種別板が差し替えられるよう改造。

京成3700形の増備に伴い1991年（平成3年）に1編成（モハ1037 - モハ1040）を返却して除籍・解体し、残る1編成（モハ1029 - モハ1032）は塗装を青に白帯に、社名表示も「千葉急行」に変更の上、翌1992年に千葉急行電鉄へ貸し出し、同社唯一の保有車として京成の4連普通運用と共通で使用されたが、京成旧3050形と交替して1994年（平成6年）1月16日にて営業運転を終え、1月18日は久里浜工場へ回送された。その後返却、除籍となり、同所にて解体された。
北総への譲渡の際にはこの経験が生かされた。

### 事業用車への部品供出
- デト11・12 - 1095・1096の部品再利用
- デチ15・16 - 1097・1098の部品再利用
- デチ17・18 - 1017・1018の部品再利用
- クト1・2 - 1021・1022の部品再利用

京急の新性能貨車は部品は再利用しているが車体は新製されたもので、車籍は引き継いでいない。デチは後に救援車となりデトに改造・改番された。本形式の全廃に伴い、営業車両と機器を統一するためデト6両の機器更新工事が行われ、台車・運転台機器・制御器などが交換された。

## 保存車

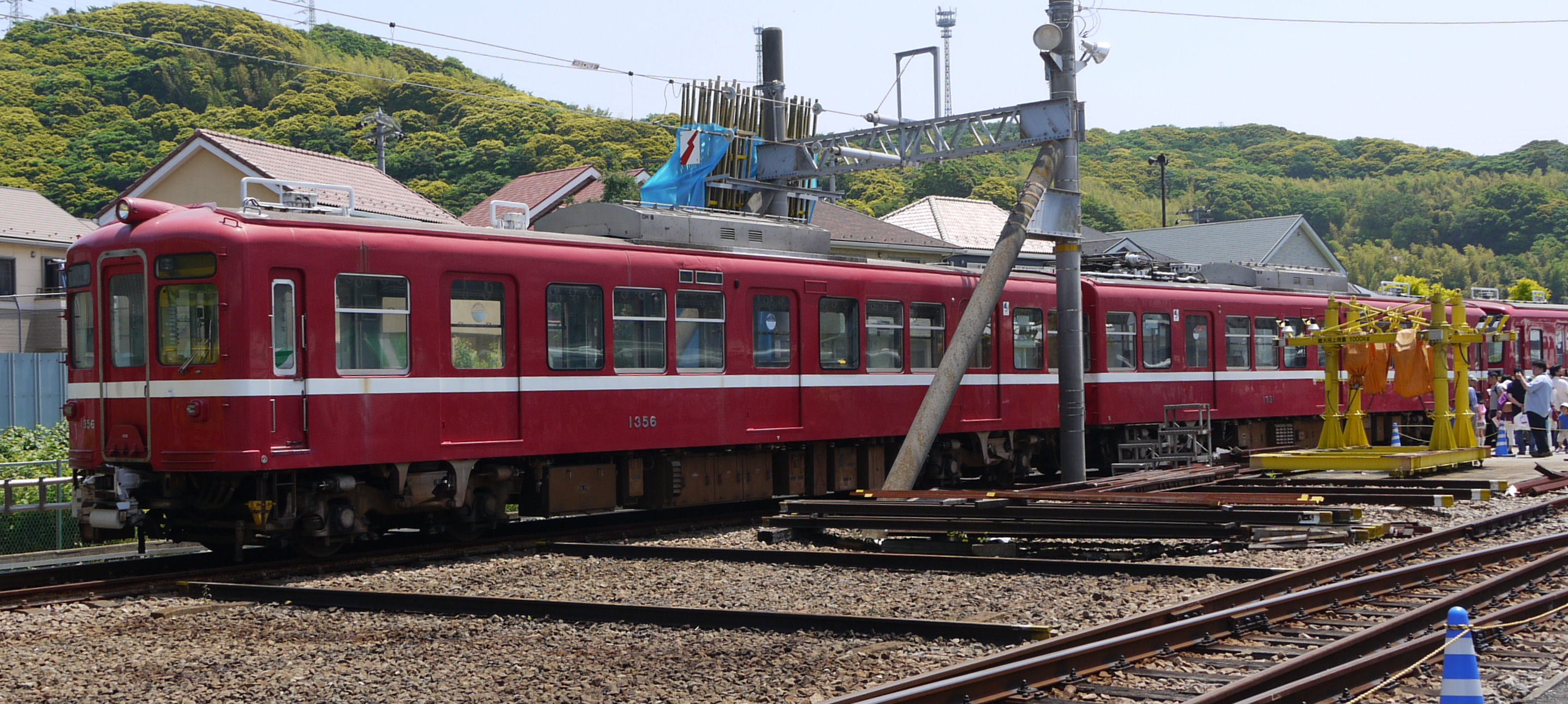
京急ファインテック久里浜事業所に残る1351-1356
2012年5月28日撮影

- 1052（前頭部のみ）

栃木県真岡市の喫茶店「赤い電車」 にて保存、看板や倉庫を兼ねて使用されたのち、群馬県前橋市への移設を経て、現在は千葉県いすみ市のポッポの丘で保存展示されている。
- 1185（前頭部のみ）

栃木県小山市の鉄道模型店「電車ごっこ1185」の店先に保存。
- 1351-1356

牽引車として使用終了後も京急ファインテック久里浜事業所で保管されている。当初は放置状態となっていて車体各所に経年による錆や塗装の劣化が目についた。2017年、京急電鉄の前身の一つ「大師電気鉄道」の創業120周年記念企画の一環として再塗装され、同年5月28日に開催された「京急ファミリー鉄道フェスタ」で綺麗な車体がお披露目された。